# Helsingborg

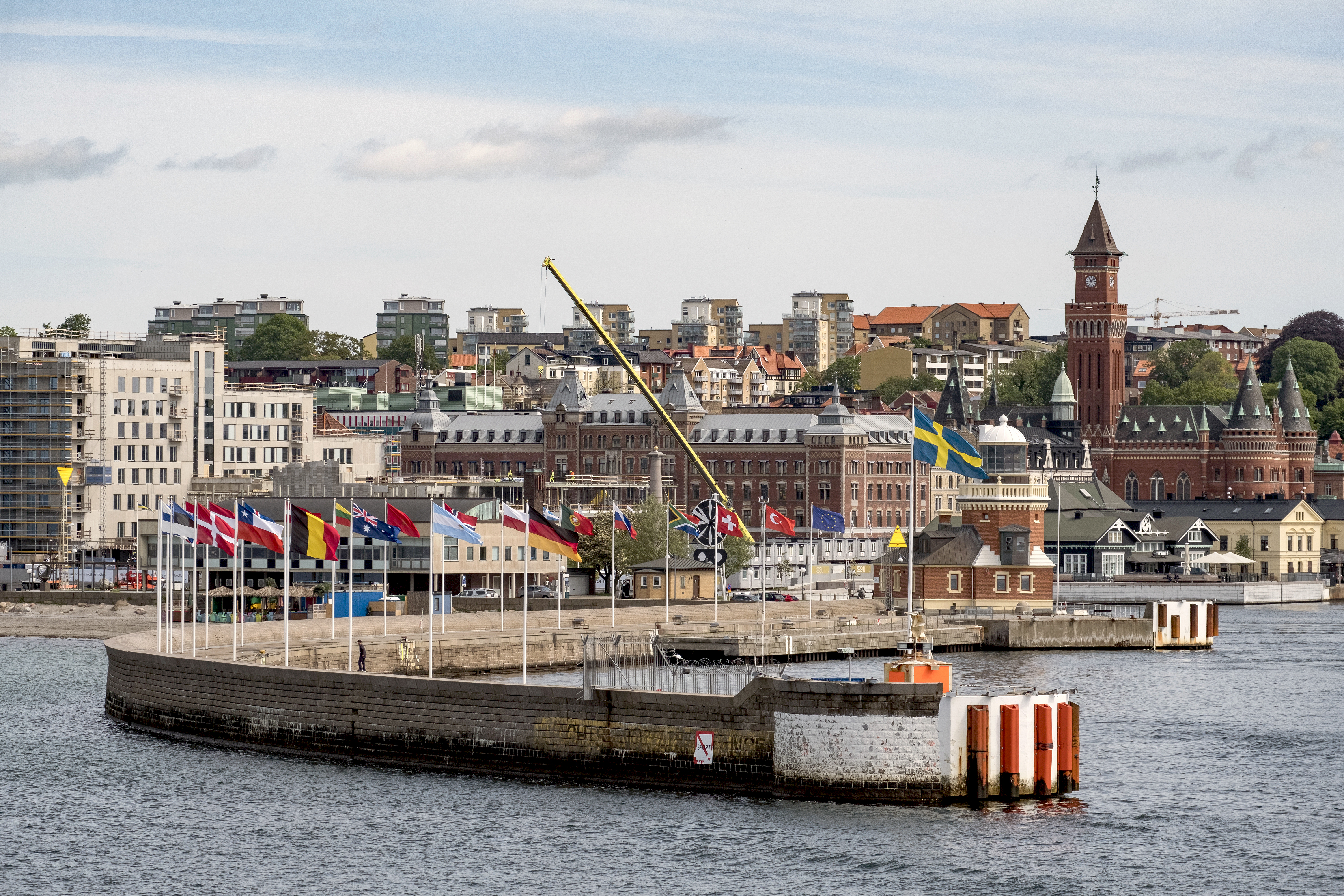
Hafeneinfahrt

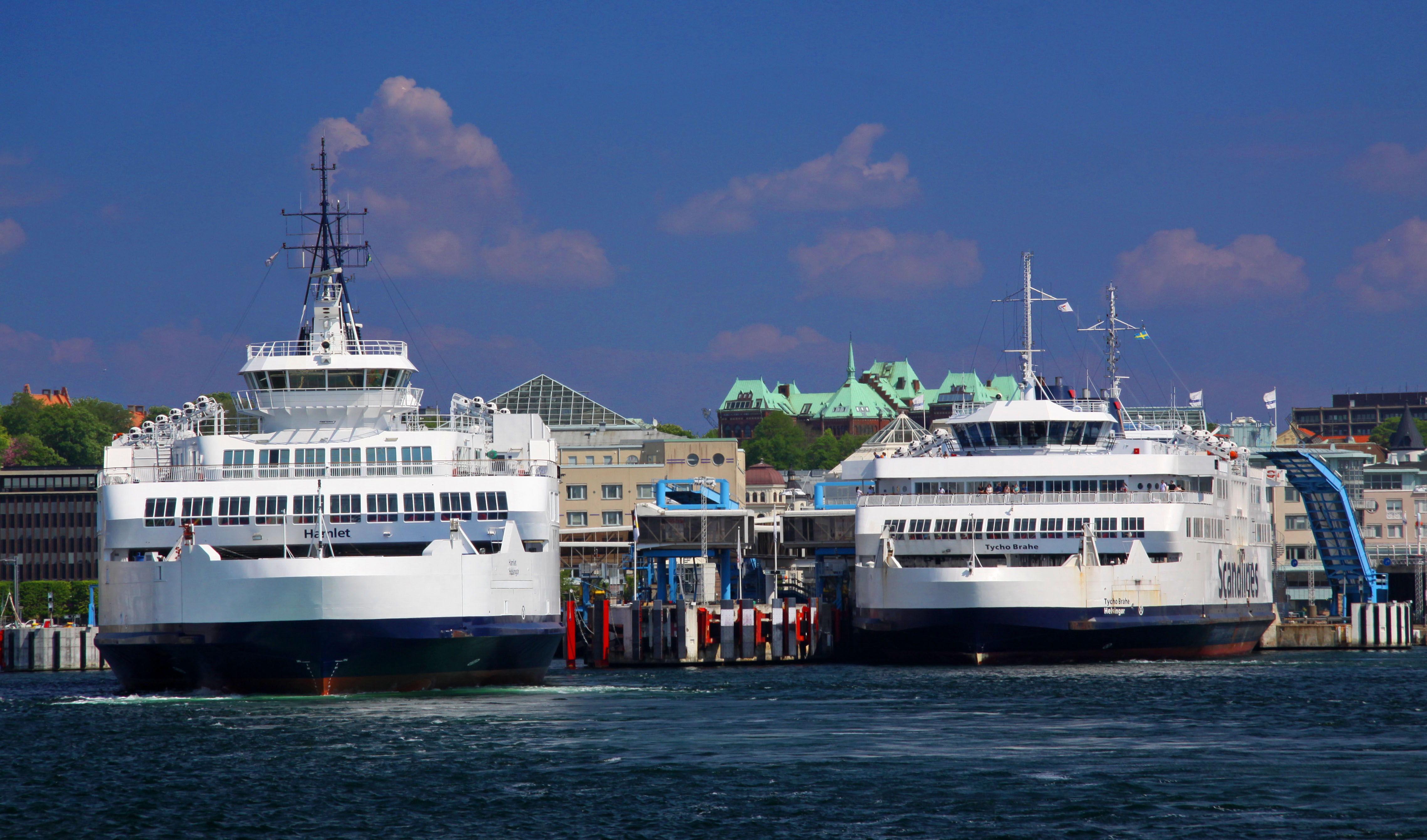
Fährhafen

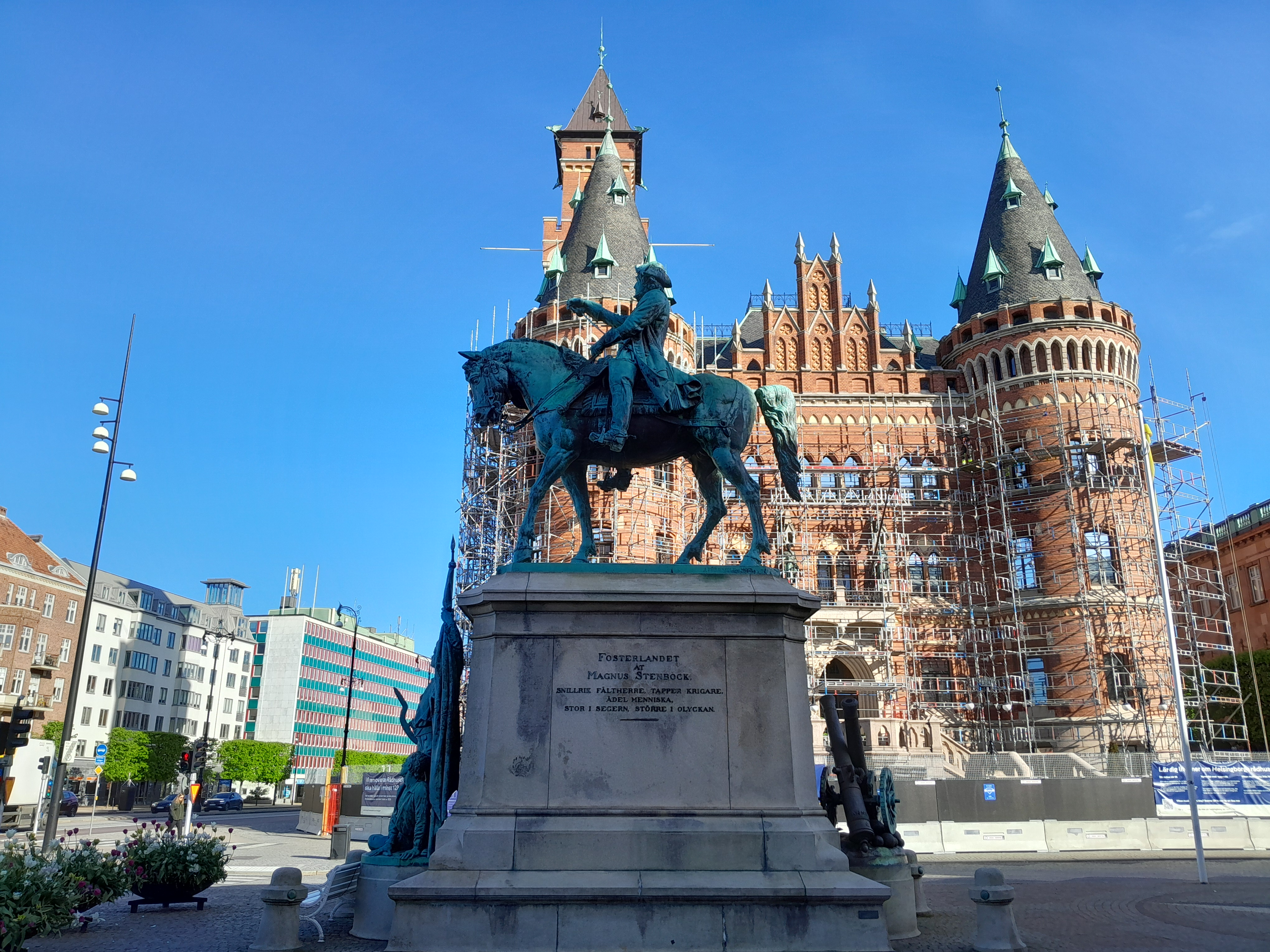
Standbild Magnus Stenbocks vor dem Helsingborger Rathaus

Helsingborg [ˈhɛlsiŋˈbɔrj]  (historisch Hälsingborg; hochdeutsch veraltet Helsingburg) ist eine Stadt im südschwedischen Schonen in der Provinz Skåne län. Sie hat 104.250 Einwohner (Stand 31. Dezember 2015). Damit ist sie die achtgrößte Stadt Schwedens und nach Malmö die zweitgrößte Stadt Schonens. Helsingborg ist der Hauptort der gleichnamigen Gemeinde. Die Stadt ist ein bedeutender Industriestandort und hat den zweitgrößten Hafen des Landes.

## Geographie und Geologie

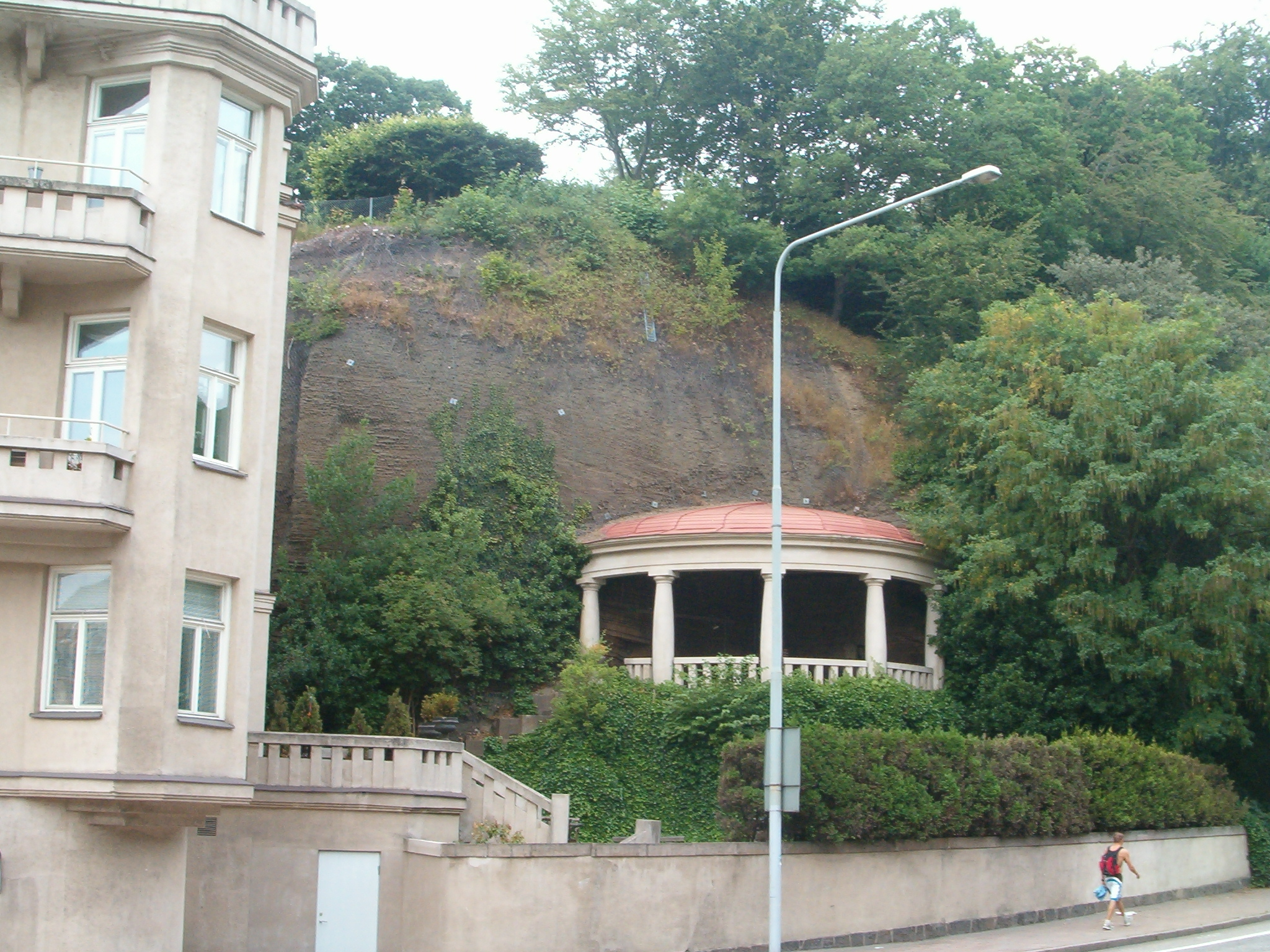
Die landborgen im Zentrum Helsingborgs

Helsingborg liegt an der Westküste Schonens an der schmalsten Stelle des Öresunds, der Meerenge zwischen Schweden und der dänischen Insel Seeland, gegenüber der dänischen Stadt Helsingør. Im Norden, Osten und Süden ist die Stadt von offenem Land, das vorwiegend landwirtschaftlich genutzt wird, umgeben.
Prägend für das Stadtbild ist eine geologische Verwerfungszone, die sich leicht landeinwärts entlang des Öresundes zieht und die Stadt in einen höher- und einen tiefergelegenen Teil gliedert. Die Verwerfungskante, Teil der Tornquistzone, einer Verwerfung, die sich diagonal vom Kattegat durch Schonen bis nach Bornholm erstreckt, und die östlich angrenzende hochgelegene Ebene tragen die Bezeichnung Landborgen. Einige wenige natürliche Einschnitte in dem Hang, der im Stadtzentrum eine Höhe von 20 bis 40 Metern erreicht, verbinden die historische Altstadt mit den Stadtteilen oberhalb des Hangs. Die Altstadt liegt eingezwängt zwischen Landborgen und dem Öresund auf Meeresniveau. Über die durch die Landborgen gezogene natürliche Grenze hat sich die Innenstadt bis heute nicht landeinwärts ausgedehnt. Stattdessen wurde durch Landgewinnung im Öresund neues Bauland im Zentrum Helsingborgs geschaffen.
Im Süden Helsingborgs mündet der Fluss Råån in den Öresund.

## Klima
Durch die Lage Helsingborgs am Öresund herrscht in der Stadt ein kühlgemäßigtes Klima mit einer Jahresdurchschnittstemperatur von 8,2 Grad Celsius. Die mittlere Monatstemperatur im Januar liegt bei −0,1 Grad Celsius, im Juli bei 16,8 Grad Celsius. Die durchschnittliche jährliche Niederschlagsmenge beträgt 568 mm.
|                       | Jan  | Feb  | Mär  | Apr  | Mai  | Jun  | Jul  | Aug  | Sep  | Okt  | Nov  | Dez  |   |       |
| Mittl. Tagesmax. (°C) | 2    | 4    | 6    | 12   | 16   | 19   | 21   | 22   | 18   | 12   | 6    | 3    | ⌀ | 11,8  |
| Mittl. Tagesmin. (°C) | −1   | −1   | 0    | 3    | 7    | 11   | 13   | 13   | 10   | 6    | 3    | 0    | ⌀ | 5,4   |
|                       |      |      |      |      |      |      |      |      |      |      |      |      |   |       |
| Niederschlag (mm)     | 40,1 | 43,0 | 36,8 | 31,6 | 57,3 | 80,0 | 73,0 | 74,1 | 50,4 | 70,0 | 48,5 | 51,9 | Σ | 656,7 |

| −1 |

| −1 |

| 0 |

| 3 |

| 7 |

| 11 |

| 13 |

| 13 |

| 10 |

| 6 |

| 3 |

| 0 |

| −1 |

| −1 |

| 0 |

| 3 |

| 7 |

| 11 |

| 13 |

| 13 |

| 10 |

| 6 |

| 3 |

| 0 |

## Namensherkunft
Der Stadtname leitet sich vermutlich von hals für „Hals“, einer Bezeichnung für die schmalste Stelle des Öresunds, „ing“ für „Leute, Gefolge, Bewohner“ und borg für „Burg“ ab. Nach einer Rechtschreibreform 1906 wurde der Name 1912 in Hälsingborg geändert, um ihn den neuen Schreibregeln anzupassen. Diese Änderung wurde im Rahmen einer Gemeindereform 1971 rückgängig gemacht.

## Geschichte

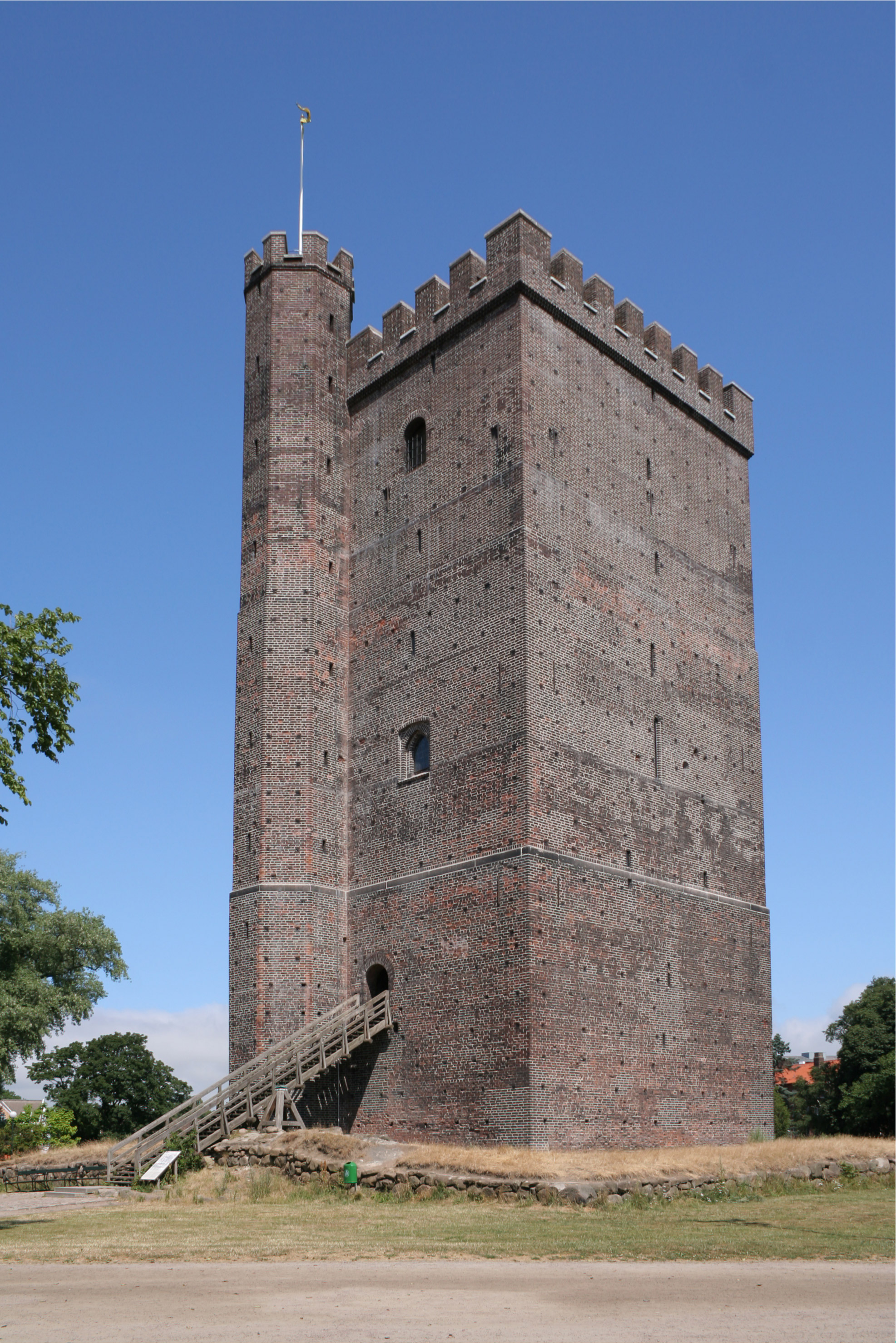
Der ehemalige Burgturm Kärnan 2005

Helsingborg, ursprünglich eine dänische Stadt, ist eine der ältesten Städte im heutigen Schweden und war wegen seiner strategisch günstigen Lage am Öresund immer wieder umkämpft. Die Siedlung wurde um 1070 erstmals in einem Brief Adams von Bremen erwähnt; jedoch gilt heute die erste urkundliche Nennung unter der Bezeichnung Helsingaburgh durch den dänischen König Knut IV. vom 21. Mai 1085 als Geburtsstunde der Stadt.
Es wird vermutet, dass es hier zum Ende des 9. Jahrhunderts eine kleinere Befestigungsanlage zum Schutz der Überfahrt zwischen Schonen und Seeland gab. Zu den ersten größeren Bauten im Umkreis der Burg gehörten die drei Kirchen St. Clemens, St. Petri und St. Olai. Die einfache Festung wurde im 12. Jahrhundert durch ein Burgschloss aus Sandstein ersetzt, dessen dominierender Teil ein runder Turm mit etwa vier Meter dicken Wänden war. Die Stadt wuchs und immer mehr Menschen siedelten am Ufer des Öresunds im Schutze der Burg.
Im 14. Jahrhundert zählte Helsingborg zu den wichtigsten Städten Dänemarks. Die Burg gehörte mit ihrem um diese Zeit errichteten Verteidigungsturm, bezeichnet als Kärnan, zu einer der stärksten Festungen Nordeuropas. Die neuerbaute Sankt-Marien-Kirche, eine der größten Stadtkirchen Dänemarks in dieser Periode, zeugte von der Bedeutung Helsingborgs.
1329 verpfändete der dänische König Christoph II. Helsingborg  – wie ganz Schonen und Blekinge – an Graf Johann III. von Holstein-Kiel. Von ihm erkaufte 1332 Magnus von Norwegen und Schweden das Pfand.
Nach dem Erwerb des Pfands behauptete Magnus die Souveränität über Blekinge und Schonen und ließ sich als König von Schonen und Blekinge huldigen. Blekinge und Schonen, und damit Helsingborg, kamen so in eine Personalunion mit Norwegen und Schweden. Die Souveränität des Magnus wurde 1343 von Waldemar IV. Atterdag von Dänemark, nie aber vom Papst anerkannt. Waldemar nahm 1360 Schonen und Blekinge zurück.
Nach der Schlacht bei Helsingborg 1362 eroberten 1369 die Truppen der Kölner Konföderation unter dem Kommando des Lübecker Bürgermeisters Bruno von Warendorp die Festung Helsingör. Die Einnahme dieser strategischen Schlüsselposition am Sund war Voraussetzung für die Beendigung des Zweiten Waldemarkrieges zwischen der Hanse und Dänemark durch den Frieden von Stralsund 1370.

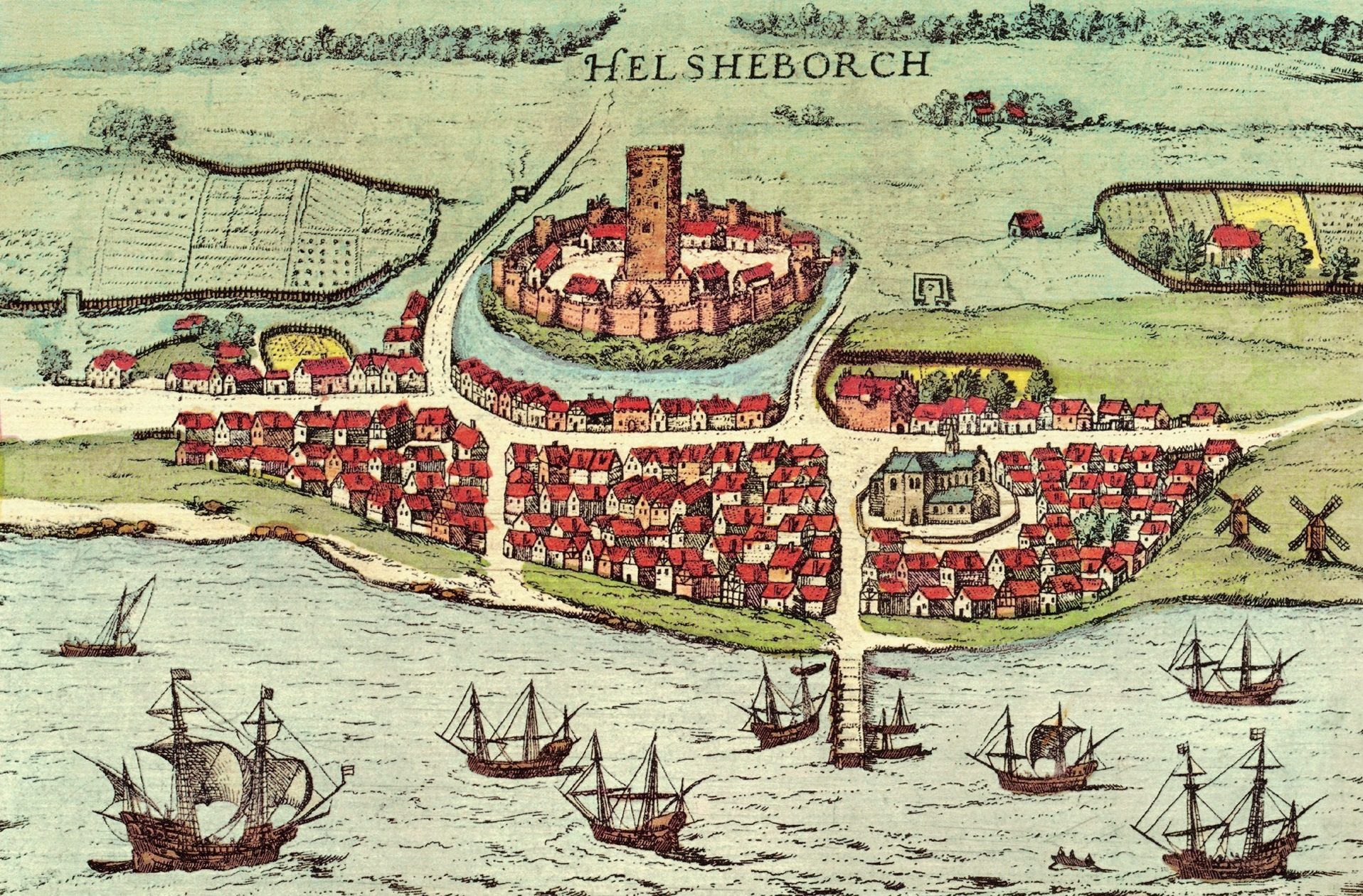
Darstellung Helsingborgs aus dem Jahre 1589

Trotz der Einführung des Sundzolls 1429 nahm die Bedeutung Helsingborgs im 15. und 16. Jahrhundert ab, nachdem in Helsingør auf der gegenüberliegenden Seite des Sunds die modernere Festung Schloss Kronborg errichtet worden war. Im 17. und 18. Jahrhundert war das Geschick der Stadt von schweren Verwüstungen durch die dänisch-schwedischen Kriege bestimmt, die die Bevölkerung oftmals zur Flucht zwangen.
Die Stadt geriet 1658 durch den Frieden von Roskilde an die schwedische Krone. Im Schonischen Krieg zwischen 1675 und 1679 wurde Helsingborg zwei Mal von Dänemark unter Feldmarschall Gustav Wilhelm von Wedel zurückerobert. Aus diesem Grund beschloss der schwedische König Karl XI. den Abriss der Stadtmauern und des größten Teils des Schlosses. Einzig der Turm Kärnan blieb bestehen. Im Verlauf des Großen Nordischen Krieges landete 1709 ein starkes dänisches Heer unter Christian Detlev von Reventlow südlich von Helsingborg und nahm die Stadt ein. Der schwedischen Generalgouverneur von Schonen, Magnus Stenbock, besiegte am 28. Februar 1710 die dänische Armee in der Schlacht bei Helsingborg, und die Stadt wurde wieder von der schwedischen Krone regiert. 1719 wurde Helsingborg, wie ganz Schonen, Teil von Schweden.
Für die Bevölkerung der Stadt waren die vielen Kriege verheerend. Seuchen und der zu Kriegszeiten stark eingeschränkte Handel über den Öresund sorgten für eine Stagnation der Bevölkerungszahlen und der wirtschaftlichen Entwicklung. 1711 brach zudem die Pest aus, die ein Jahr später überwunden war.

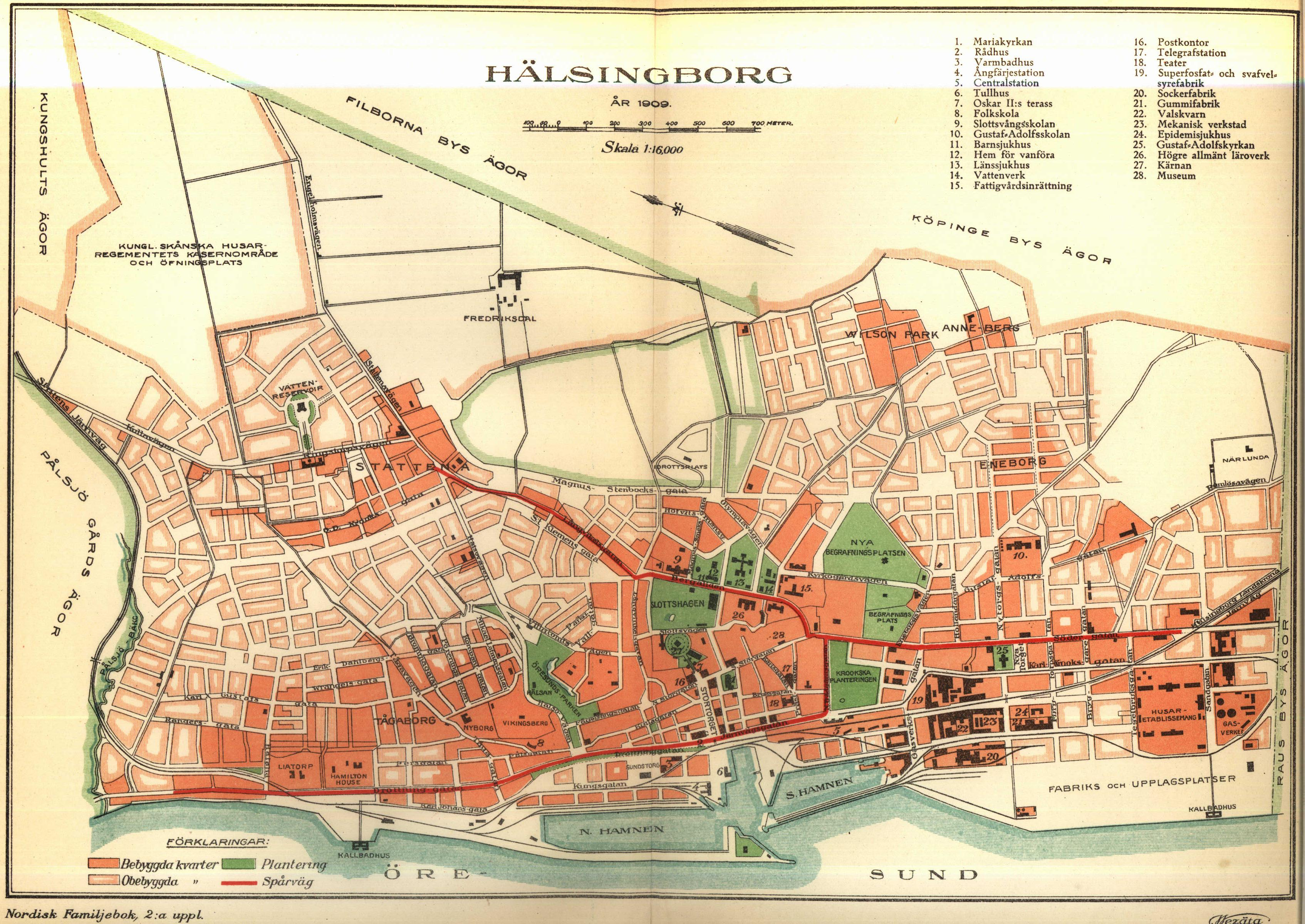
Stadtplan von Helsingborg um 1909

Erst in der zweiten Hälfte des 19. Jahrhunderts begann sich die Stadt langsam wieder zu erholen. Vor allem viele neue Industriebetriebe und die Abschaffung des sogenannten Sundzolls für die Passage des Öresunds 1857 führten zu einem starken Bevölkerungswachstum. 1884 hatte Helsingborg 14.279 Einwohner. 1892 nahm die erste Fährverbindung nach Helsingør mit Dampfschiffen ihren Betrieb auf. Der Hafen wurde bedeutend für den Export von Getreide und anderen Gütern. Mehrere Industrielle, die oft gleichzeitig Ämter in der Gemeinde oder im schwedischen Reichstag innehatten, trieben die Entwicklung der Stadt voran.
Um die Jahrhundertwende expandierte die Stadt schnell und wuchs mit ehemals eigenständigen Ortschaften zusammen, die nun einer Stadt gehörten, die in den 1920ern bereits mehr als 50.000 Einwohner zählte und damit Schwedens fünftgrößte Stadt war. 1903 wurde im Rahmen der sogenannten „Helsingborgausstellung“ ein Straßenbahnnetz eingeweiht, das bis 1967 bestand.
Im Zweiten Weltkrieg führte zwischen 1940 und 1943 die den Deutschen von der schwedischen Regierung zugestandene Versorgungslinie (permittenttågen) der Wehrmacht zur russischen Front in Finnland und ins besetzte Norwegen durch Helsingborg. Nach der Auflösung des Vertrages und der einsetzenden Verfolgung unter anderem der jüdischen Bevölkerung in Dänemark flüchteten 1943 Nacht für Nacht hunderte Menschen über den Öresund und suchten in Helsingborg Schutz.

## Stadtgliederung

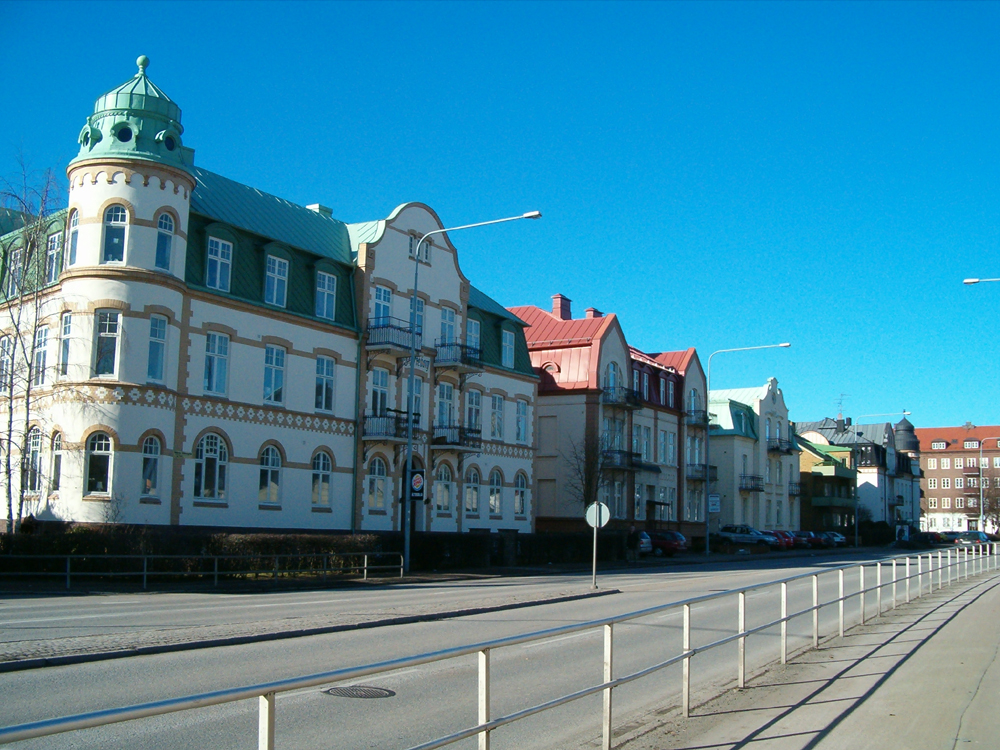
Patrizierhäuser im Stadtteil Olympia

Die Stadt Helsingborg besteht aus den 32 der 42 Gemeindebezirke (b-områden) der Gemeinde Helsingborg, die den „Innenbezirk“ (innerområde) der Gemeinde bilden. Ein Stadtbezirk ist jeweils nach einem der Stadtteile, die er umfasst, benannt. Speziell am Stadtrand zählen umgebende Industriegebiete sowie große forst- und landwirtschaftlich genutzte Flächen zu einem Stadtbezirk.
Die Charaktere der einzelnen Stadtteile sind sehr unterschiedlich. So gibt es die historische Altstadt (Gamla stan) mit einer zum Teil mehrere Jahrhunderte alten Bebauung, Massenwohnsiedlungen am Rande der Stadt wie Drottninghög, die in den 1960er und 70er Jahren im Rahmen des sogenannten Millionenprogramms, eines landesweiten Wohnungsbauprojekts der schwedischen Regierung, entstanden, städtische Villengegenden wie Olympia aus der wirtschaftlichen Hochzeit der Stadt und eher ländliche Gegenden wie in Råå.
| Die Stadtbezirke Helsingborgs (Einteilung sowie Einwohnerzahl Stand 1. Januar 2006) | Die Stadtbezirke Helsingborgs (Einteilung sowie Einwohnerzahl Stand 1. Januar 2006) | Die Stadtbezirke Helsingborgs (Einteilung sowie Einwohnerzahl Stand 1. Januar 2006)                                  | Die Stadtbezirke Helsingborgs (Einteilung sowie Einwohnerzahl Stand 1. Januar 2006)                                  | Die Stadtbezirke Helsingborgs (Einteilung sowie Einwohnerzahl Stand 1. Januar 2006)                                  | Die Stadtbezirke Helsingborgs (Einteilung sowie Einwohnerzahl Stand 1. Januar 2006)                                  | Die Stadtbezirke Helsingborgs (Einteilung sowie Einwohnerzahl Stand 1. Januar 2006) |
| ----------------------------------------------------------------------------------- | ----------------------------------------------------------------------------------- | --- | --- | --- | --- | ----------------------------------------------------------------------------------- |
| 1                                                                                   | Norr (3600)                                                                         | 12 | Centrum (3347) | 22 | Närlunda (1125) | Übersichtskarte zu den Helsingborger Stadtbezirken                                  |
| 2                                                                                   | Mariastaden (2302)                                                                  | 13 | Eneborg (3816) | 23 | Eskilsminne (1835)                                                                                                   | Übersichtskarte zu den Helsingborger Stadtbezirken                                  |
| 3                                                                                   | Ringstorp (2802)                                                                    | 14 | Wilson Park (1988)                                                                                                   | 24 | Gustavslund (2772)                                                                                                   | Übersichtskarte zu den Helsingborger Stadtbezirken                                  |
| 4                                                                                   | Berga (1720)                                                                        | 15 | Rosengården (4388)                                                                                                   | 25 | Planteringen (2663)                                                                                                  | Übersichtskarte zu den Helsingborger Stadtbezirken                                  |
| 5                                                                                   | Drottninghög (2708)                                                                 | 16 | Husensjö (1564) | 26 | Elineberg (2115) | Übersichtskarte zu den Helsingborger Stadtbezirken                                  |
| 6                                                                                   | Dalhem (4530)                                                                       | 17 | Sofieberg (1606) | 27 | Ramlösa (4593) | Übersichtskarte zu den Helsingborger Stadtbezirken                                  |
| 7*                                                                                  | Tågaborg (7113)                                                                     | 18 | Adolfsberg (4319) | 28 | Miatorp (2406) | Übersichtskarte zu den Helsingborger Stadtbezirken                                  |
| 8                                                                                   | Stattena (2549)                                                                     | 19 | Söder (3665) | 29 | Högasten (1034) | Übersichtskarte zu den Helsingborger Stadtbezirken                                  |
| 9                                                                                   | Fredriksdal (4202)                                                                  | 20 | Högaborg (4017) | 30 | Ättekulla (3274) | Übersichtskarte zu den Helsingborger Stadtbezirken                                  |
| 10                                                                                  | Slottshöjden (3621)                                                                 | 21 | Fältabacken (930) | 31 | Råå (3021) | Übersichtskarte zu den Helsingborger Stadtbezirken                                  |
| 11                                                                                  | Olympia (1843)                                                                      | * Stadtbezirke Tågaborg N (7a) und Tågaborg S (7b) hier zusammengefasst, da sie gemeinsam einen Stadtteil ausmachen. | * Stadtbezirke Tågaborg N (7a) und Tågaborg S (7b) hier zusammengefasst, da sie gemeinsam einen Stadtteil ausmachen. | * Stadtbezirke Tågaborg N (7a) und Tågaborg S (7b) hier zusammengefasst, da sie gemeinsam einen Stadtteil ausmachen. | * Stadtbezirke Tågaborg N (7a) und Tågaborg S (7b) hier zusammengefasst, da sie gemeinsam einen Stadtteil ausmachen. | Übersichtskarte zu den Helsingborger Stadtbezirken                                  |

## Bevölkerung

### Entwicklung der Einwohnerzahl
Bis etwa 1800 zählte Helsingborg unter 1500 Einwohner. In der zweiten Hälfte des 19. Jahrhunderts und Anfang des 20. Jahrhunderts stieg die Bevölkerungszahl sprunghaft an, was vor allem auf die zu dieser Zeit boomende Wirtschaft, sowie auf Eingemeindungen kleinerer umgebender Ortschaften zurückzuführen ist.
Die folgende Übersicht zeigt die Einwohnerzahlen von Helsingborg von 1570 bis 2005. Die Angaben beziehen sich vor 1862 (wahrscheinlich) auf die Stadt Helsingborg (s), von 1862 bis 1970 auf die Stadtgemeinde Helsingborg (g) und ab 1971 auf den Innenbezirk (innerområde) der Gemeinde Helsingborg (i).

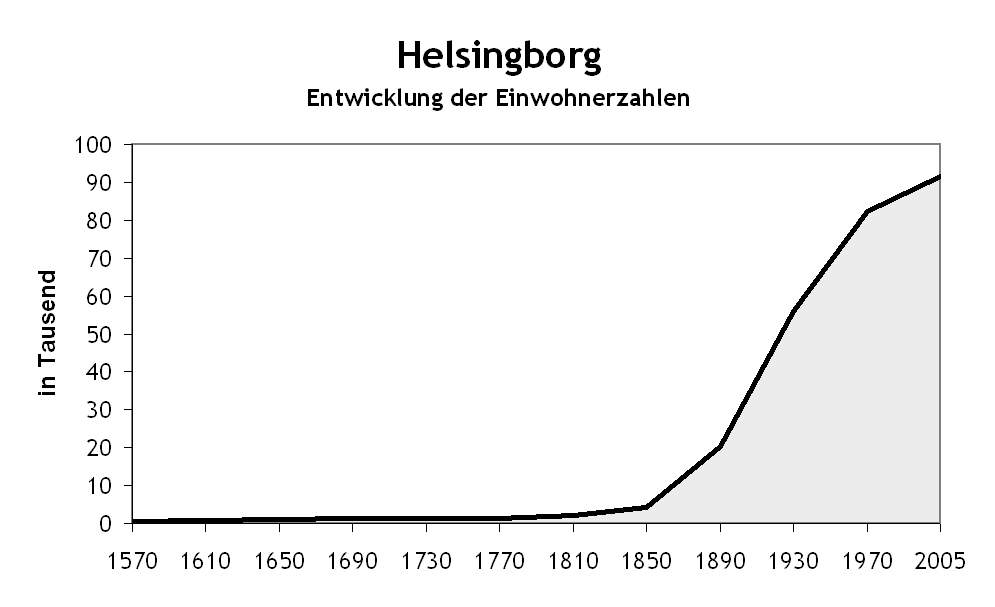
Entwicklung der Einwohnerzahlen der Stadt Helsingborg

| Jahr              | Einwohner | Bezug |
| 1570              | 659       | s     |
| 1610              | 754       | s     |
| 1650              | 978       | s     |
| 1690              | 1.287     | s     |
| 1730              | 1.269     | s     |
| 1770              | 1.321     | s     |
| 1810              | 2.087     | s     |
| 1850              | 4.140     | s     |
| 1890              | 20.410    | g     |
| 1930              | 55.889    | g     |
| 1950              | 71.627    | g     |
| 1970              | 82.432    | g     |
| 1995              | 84.494    | i     |
| 31. Dezember 2000 | 87.908    | i     |
| 31. Dezember 2001 | 88.616    | i     |
| 31. Dezember 2002 | 89.393    | i     |
| 31. Dezember 2003 | 89.955    | i     |
| 31. Dezember 2004 | 90.768    | i     |
| 31. Dezember 2005 | 91.468    | i     |
| 31. Dezember 2010 | 97.122    | i     |
| 31. Dezember 2015 | 104.250   | i     |

### Bevölkerung mit ausländischem Hintergrund
Der Anteil der Bevölkerung mit ausländischem Hintergrund an der Gesamtbevölkerung beträgt in Helsingborg 23,2 Prozent. Dabei sind unter „Bevölkerung mit ausländischem Hintergrund“ die Einwohner zu verstehen, die entweder im Ausland geboren sind oder deren beide Elternteile im Ausland geboren sind.
Die wichtigsten Herkunftsländer der im Ausland Geborenen, insgesamt sind es rund 150 Nationen, und die Zahl der von dort stammenden Personen zeigt für das Jahr 2006 die Tabelle. Die Zahlen beziehen sich auf die Gemeinde Helsingborg; allerdings lassen sich durchaus Rückschlüsse auf die Situation in der Stadt Helsingborg ziehen, da rund 84,5 Prozent der ausländischen Bevölkerung der Gemeinde in der Stadt leben.
| Herkunftsland           | Anzahl Personen |
| ----------------------- | --------------- |
| Jugoslawien             | 3111            |
| Dänemark                | 2258            |
| Bosnien und Herzegowina | 1474            |
| Polen                   | 1387            |
| Irak                    | 1171            |
| Libanon                 | 1016            |
| Finnland                | 860             |
| Deutschland             | 785             |
| Iran                    | 689             |
| Vietnam                 | 510             |
| Rumänien                | 434             |
| Ungarn                  | 387             |
| Norwegen                | 385             |
| Türkei                  | 309             |
| Übrige                  | 5494            |

### Religion
Da in Schweden keine Daten zur Religionszugehörigkeit erhoben werden dürfen und deshalb keine offiziellen Statistiken existieren, lassen sich diesbezüglich nur Vermutungen anstellen.
Die größte religiöse Gruppe bilden die Mitglieder der evangelisch-lutherischen Schwedischen Kirche, die bis 1999 Staatskirche war. Nach eigenen Angaben zählte sie am 1. November 2005 in den vier Gemeinden (församlingar) Maria, Filborna, Gustaf Adolf und Raus, die im Stadtgebiet liegen, 62.747 Mitglieder. Seit dem 1. Januar 1990 ist mit der Gemeinde St. Basilus den Store die serbisch-orthodoxe Kirche in Helsingborg vertreten. Seit 1996 besitzt die für Nordwestschonen zuständige Gemeinde ein eigenes Kirchengebäude. Daneben existieren mehrere freikirchliche Gemeinden, unter anderem der Kirche Jesu Christi der Heiligen der Letzten Tage, der Pfingstbewegung, der Evangelischen Vaterlandsstiftung oder der Schwedischen Missionskirche.
Neben den christlichen Glaubensgemeinschaften gibt es eine jüdische Gemeinde mit einer Synagoge im Zentrum Helsingborgs. Der Ahel-Al-Sunnah-Verein ist die größte islamische Vereinigung in Helsingborg und hat im Stadtteil Högasten ihre Versammlungsräume.

### Soziale Struktur

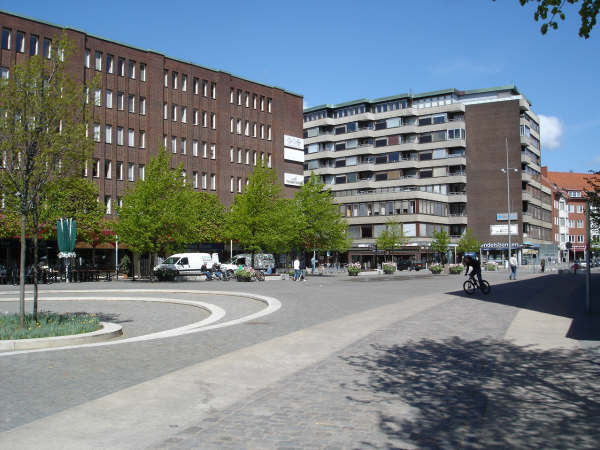
Im Stadtteil Söder (Mäster Palms plats)

Zwischen den zentralen Stadtteilen nördlich und südlich des Zentrums bestehen traditionell deutliche Unterschiede in der sozialen Struktur. Waren die südlichen Stadtteile früher die Wohngebiete der in den benachbarten Industriegebieten beschäftigten Arbeiter und die nördlichen Stadtteile Heimat der bessergestellten Bürger, so bestehen zwischen dem Süden mit Stadtteilen wie Söder, Planteringen und Högaborg und dem Norden mit Stadtteilen wie Norr und Tågaborg heute erhebliche Unterschiede unter anderem bei Ausländeranteil, Arbeitslosenquote, Einkommensverteilung und Bildungsstand.
Zu den Gegenden mit überwiegend sozial schwacher Bevölkerung gehören viele der im Rahmen des Millionenprogramms entstandenen Stadtteile wie Drottninghög im Nordosten der Stadt.
Die Unterschiede lassen sich anhand der oben genannten statistischen Merkmale Ausländeranteil, Arbeitslosenquote, Bildungsstand (am Beispiel des Bevölkerungsanteils mit nachgymnasialem Bildungsabschluss) und durchschnittliches Jahreseinkommen belegen:

Anteil der Bevölkerung mit ausländischem Hintergrund (im Ausland geboren bzw. beide Elternteile im Ausland geboren), Stand 31. Dezember 2005[8]
Arbeitslosenquote der Bevölkerung im Alter zwischen 18 und 64 Jahren, Stand Oktober 2005[9]
Bevölkerungsanteil mit nachgymnasialem Bildungsabschluss im Alter zwischen 20 und 64 Jahren, Stand 31. Dezember 2005[10]
Durchschnittliches Jahreseinkommen 2004 aller Erwerbstätigen im Alter zwischen 20 und 64 Jahren[11]

Aus den Ergebnissen einer Studie des schwedischen Integrationsverket geht hervor, dass sich die Segregation in Helsingborg in den Jahren 1997–2004 weiter verstärkt hat.

## Politik
Hauptartikel: Helsingborg (Politik)

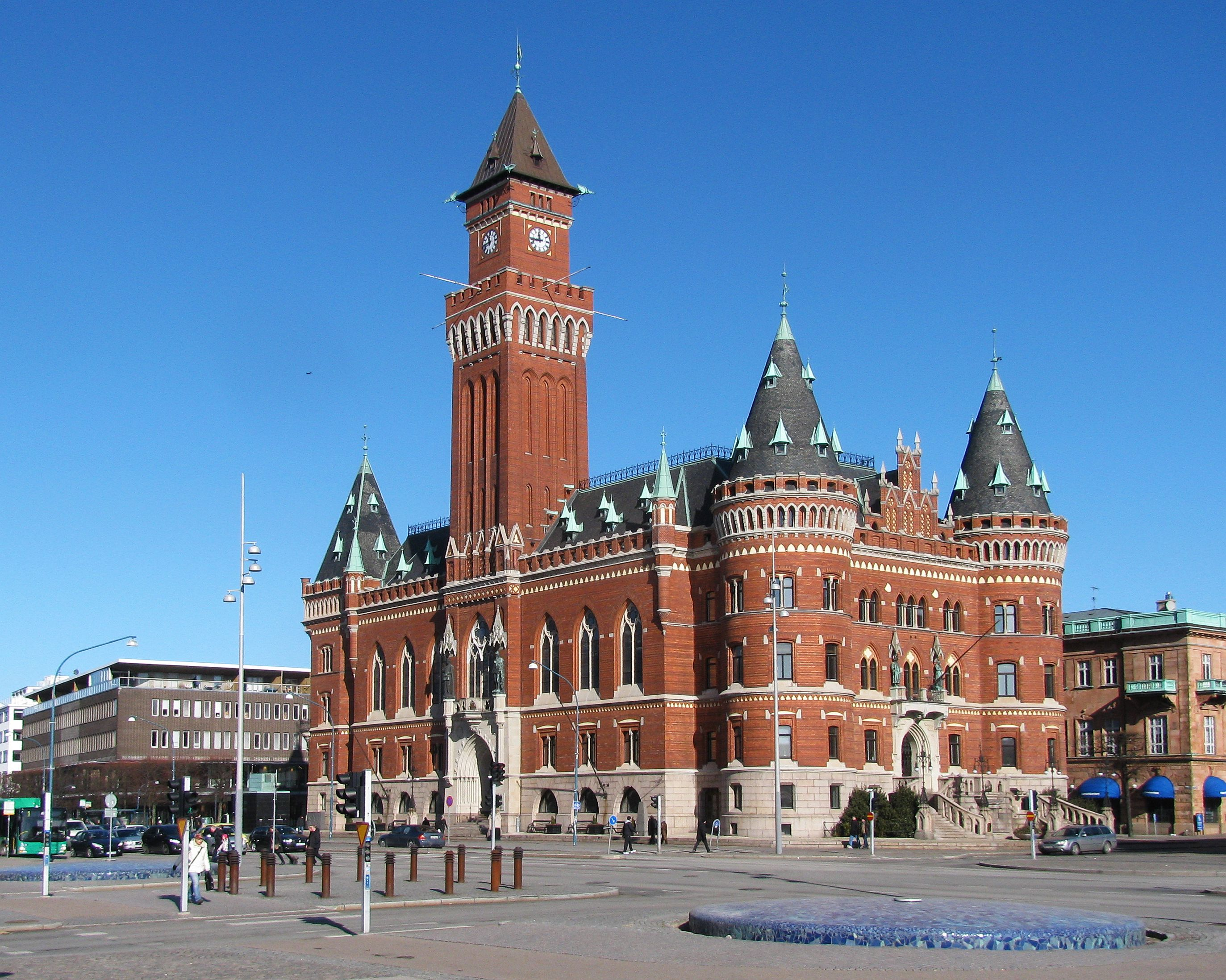
Das Rathaus

Die verwaltende Instanz der Stadt ist die Gemeinde Helsingborg (Helsingborgs stad). Ihr Gebiet erstreckt sich jedoch über die Grenzen der eigentlichen Stadt in siedlungsgeographischem Verständnis (tätort) hinaus und schließt außerhalb gelegene Ortschaften mit ein.
Helsingborg ist der Hauptort (centralort) der Gemeinde und damit Sitz der kommunalen Verwaltung.
Helsingborg ist traditionell sozialdemokratisch geprägt. Seit der letzten Gemeindewahl 2006 wird die Gemeindepolitik maßgeblich von der sogenannten „Bürgerlichen Allianz“ aus Konservativen, Christdemokraten, Zentrum und der Liberalen bestimmt.

### Historische Entwicklung
1862 wurde Helsingborg mit Inkrafttreten von Gemeindegesetzen in eine Stadtgemeinde umgewandelt, in der alle der Stadt Steuer zahlenden Personen das Recht hatten, den Stadtrat zu wählen. Vorher war dies den Stadtbewohnern, die zum Stand der Bürger (burskap) gehörten, vorbehalten. Die neue Stadtgemeinde wurde von einem Magistrat geleitet und hatte einen 26-köpfigen Gemeinderat (stadsfullmäktige). Jeweils der halbe Gemeinderat wurde jedes zweite Jahr für vier Jahre gewählt. Da es zu dieser Zeit keine Parteien und damit wenig konträre politische Debatten gab, war das Interesse der Bevölkerung an den Wahlen anfangs gering. Das Wahlsystem sah vor, das jeder Einwohner bis zu 100 Stimmen haben konnte, je nachdem, wie viel Steuern er an die Gemeinde zahlte. Die Höchstzahl der Stimmen wurde 1909 auf 40 gesenkt, und 1918 wurde diese Form des Wahlsystems abgeschafft. 1899 wurde der erste Sozialdemokrat in den Gemeinderat gewählt. Dies geschah auf Initiative des Unternehmers Nils Persson und des Reichstagsmitglieds Oscar Trapp, die es als wichtig ansehen, dass die Arbeiterbewegung über Mitsprache im Gemeinderat verfügte. Durch die Wahlreform 1909 verdreifachte sich der Anteil der Sozialdemokraten im Gemeinderat und 1918 wurden sie zur größten Fraktion.
In den Jahren 1905, 1907, 1917 und 1918 wurden viele Orte der die Stadt umgebenden Landgemeinden in die Stadtgemeinde Helsingborg eingemeindet. 1971 wurde die Stadtgemeinde Helsingborg bei einer Kommunalreform mit vier bei der früheren Kommunalreform von 1952 gebildeten Landgemeinden zusammengelegt und ist seitdem ein Teil der Gemeinde Helsingborg. Die Gemeinde ist eine von dreizehn im Land, die in der Eigenbezeichnung stad anstelle von kommun verwendet.
| - Michael Pedersen (vor 1380) - Thorborn Brun (vor 1380) - Johannes Skytte (vor 1380) - Matts Pedersen Töndebinder (um 1530) - Bertel Svart (1592) - Hans Thomeson (bis 1597) - Thomans Hansen Moet (bis 1612) - Willom Willomsen (bis 1622) - Jens Olufsen (ab 1622) - Jesper Pedersen (ab 1627) - Peder Pedersen (ab 1627) - Jens Christensen (ab 1641) - Ennert Pedersen (1650–1655) | - Christen Nilsen Brock (ab 1655) - Jens Nilsen (ab 1655) - Eggert Elers (ab 1656) - Hindric Mårtensson Hierzeel (ab 1660) - Bengt Pihl, geadelt Pihlcrona 1675 (ab 1668) - Anders Ekebom (ab 1672) - Gabriel Hillersten - Magnus Paulin (ab 1681) - Bengt Langh (ab 1682) - Anton Perment (ab 1696, abgesetzt 1704) - Gabriel Löfman (1704–1710) - Henric Sylvius (1710–1738) - Petter Pihl d. J. (1738–1759) | - Michael Andreas Cöster (1759–1761) - Nicolaus Cervin (1761–1791) - Lars Mathias Gülich (Vize 1790–1791, 1791–1792) - Carl Gustaf Ekerholm (1793–1808) - Anders Petter Ståhle (1809–1832) - Håkan Lundberg (1832–1849) - Lars Magnus Wejlander (1849–1864) - Victor Landegren (1864–1868) - Eric von Stockenström (1868–1899) - Gustaf Hoff (1899–1911) - Johan Bååth (1911–1936) - Joel Laurin (1936–1948) - Lars Gunnar Ohlsson (1948–1970) |

| - Rudolf Tornérhjelm (1862–1885) - Gustaf Peyron (1885–1887) - Petter Olsson (1888–1903) - Nils Persson (1904–1908) - Malte Sommelius (1908–1919) - K. Jacob Beskow (1919) - Carl Johansson (1919–1930) | - Hjalmar Forsberg (1931–1941) - Edwin Berling (1941–1951) - Anders Persson (1951–1954) - Börje Skarstedt (1955–1960) - Karl Salomonsson (1961–1966) - Gunnar Nordqvist (1967–1973) |

Zur Geschichte der Gemeinde Helsingborg ab 1971 siehe: Helsingborg (Gemeinde)

### Wappen
Das Stadtwappen von Helsingborg ist eine Weiterentwicklung eines Siegels aus dem 14. Jahrhundert. Das Siegel zeigt eine Burg mit einem zentralen, von einem Kreuz gekrönten Turm mit spitzem Dach hinter einer Mauer mit Zinnen. Der Turm stellt wahrscheinlich einen Kirchturm dar. Unwahrscheinlich ist die ältere Deutung, dass es sich um den Turm Kärnan handelt. Nach neueren archäologischen Erkenntnissen ist dieser Turm jünger als das Siegel. Das Siegel wurden zweimal, 1916 und 1946, von König Gustav V. als Wappen festgestellt. Seit 1971 wird das Wappen von der Gemeinde Helsingborg verwendet. Es wurde 1974 für die Gemeinde beim schwedischen Patentamt registriert.

### Städtepartnerschaften
Helsingborg war eine der ersten Städte der Welt, die eine Städtepartnerschaft einging. Die Zusammenarbeit mit dem dänischen Helsingør begann bereits 1838. 1849 trafen sich Repräsentanten beider Städte auf dem zugefrorenen Öresund, um eine Freundschaftsbekundung zu unterzeichnen. Nach dem Beschluss des Baus der Öresundverbindung zwischen Malmö und Kopenhagen und im Hinblick auf den daraus folgenden Verlust der kürzesten Verbindung zwischen Schweden und Dänemark und die Verlagerung der Hauptverkehrsrouten Richtung Süden unterzeichneten Vertreter der beiden Städte 1995 ein Zusammenarbeitsabkommen („HH-samarbetet“) in den Bereichen Wirtschaft, Tourismus, Verkehrsinfrastruktur, Umwelt, Kultur und Bildung.
Heute hat Helsingborg vier Partnerstädte (vänorter):
- Helsingør (Dänemark), seit 1849
- Pärnu (Estland)
- Dubrovnik (Kroatien), seit 1998
- Alexandria, VA (USA)

Neben den oben genannten Städtepartnerschaften gibt es noch zahlreiche weitere Partnerschaften zwischen Schulen der Stadt Helsingborg mit anderen Schulen auf der Welt. So findet beispielsweise seit vielen Jahren ein jährlicher Schüleraustausch zwischen einem Gymnasium in Helsingborg und dem Campe-Gymnasium in Holzminden (Niedersachsen) statt.

## Stadtbild

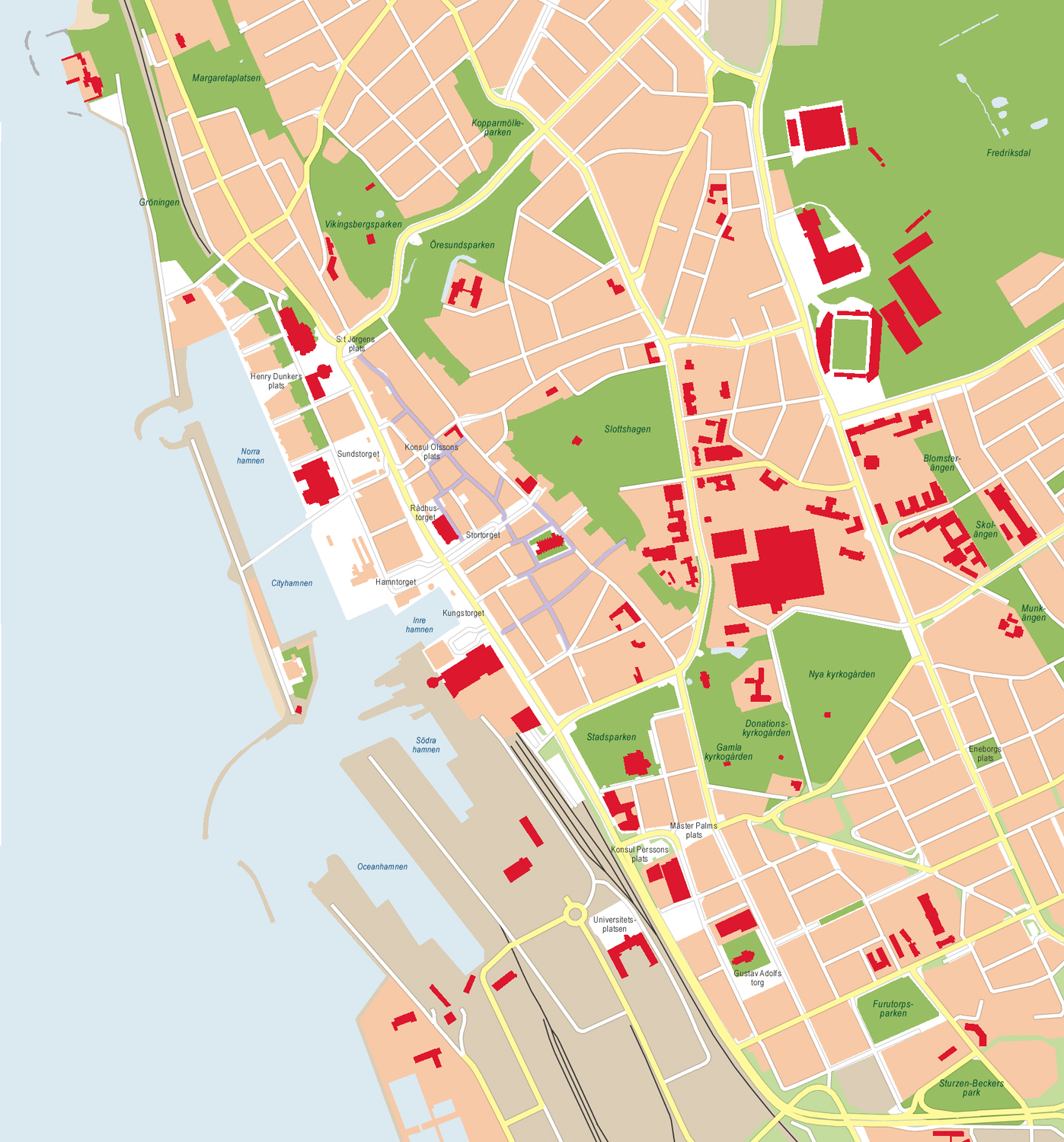
Karte des Stadtzentrums von Helsingborg

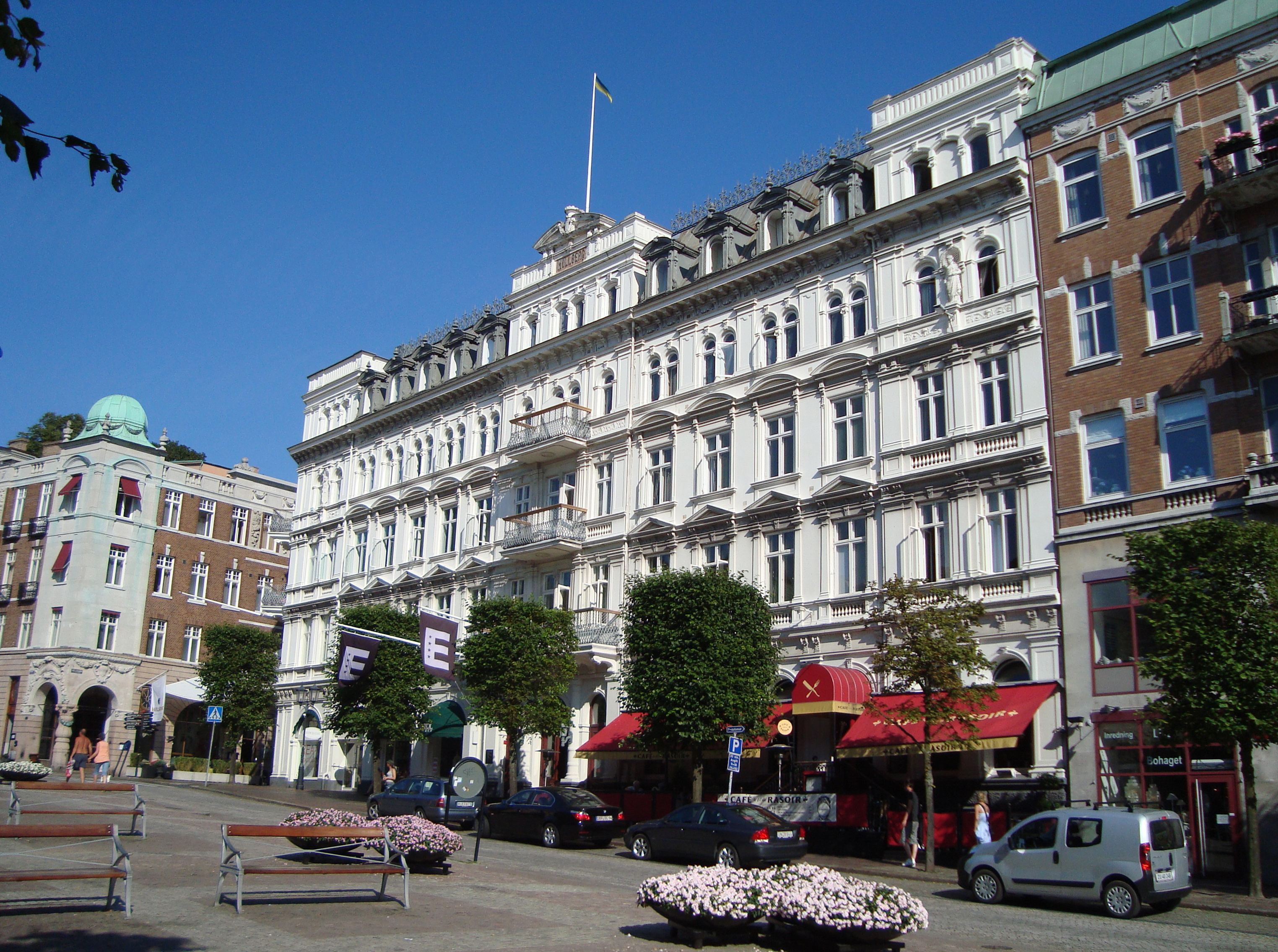
Hotel Mollberg

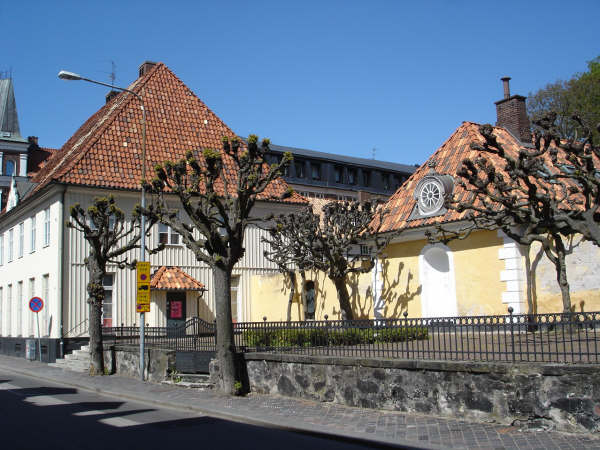
Henckelska gården

Trotz des hohen Alters der Stadt gibt es nur wenige Gebäude, die davon zeugen. Ein Großteil der alten Bauten wurde Opfer der Verwüstungen, die die über Jahrhunderte immer wieder die Stadt heimsuchenden Kriege zwischen Dänen und Schweden mit sich brachten. Besonders schlimm waren die Zerstörungen im Schonischen Krieg, als der dänische König Kristian V. große Teile Helsingborgs niederreißen ließ, um mit dem gewonnenen Material die Stadtbefestigungen zu verstärken. Karl XI. zerstörte das Schloss Helsingborgs, von dem nur der Turm Kärnan übrig blieb. Die einzigen Profanbauten aus dem 17. und 18. Jahrhundert, die die Jahrhunderte überlebten, sind das Jacob-Hansen-Haus (Jacob Hansens hus), der Gamlegård und der Henckelsche Hof (Henckelska gården).
Im 19. Jahrhundert entwickelte sich Helsingborg zu einer „geteilten“ Stadt mit den reichen nördlichen Stadtteilen und den ärmeren Arbeiterquartieren im Süden. Die traditionelle Grenze war die Straße Trädgårdsgatan. Diese Teilung ist noch heute sichtbar, so hat der südliche Stadtteil Söder die höchste Einwandererdichte. Als Gründe für diese Separierung der Bevölkerungsschichten gilt sowohl die Nähe der südlichen Stadtteile zu den Industriegebieten als auch, dass der Norden durch seinen direkten Zugang zum Wasser, der den Wohngebieten im Süden durch den Hafen und die Eisenbahn verwehrt blieb, die attraktivere Wohngegend darstellte.

### Baugeschichte
Die ersten Häuser der Stadt lagen auf dem Hang im Schutze des Schlosses. Die Stadt wuchs dann weiter in Richtung Öresund. In den Bereichen die an den Turm Kärnan anschließen, ist noch ein mittelalterliches Straßenmuster mit unregelmäßigen Wohnquartieren zu erkennen. Hier liegt Helsingborgs erste Hauptstraße, Storgatan, die heute in einen nördlichen und einen südlichen Teil aufgeteilt ist. An dieser Straße liegen einige der historisch wertvollsten Gebäude der Stadt. Dazu zählen die Sankt-Marien-Kirche und das älteste Wohnhaus Helsingborgs, das Jacob-Hansen-Haus, welches als einziges in der Stadt von vor 1670 stammt.
Bis zur Mitte des 19. Jahrhunderts wurden vorwiegend Fachwerkhäuser gebaut. Mit der dann einsetzenden neuen Blüte der Stadt wurden viele der alten Bauten durch eine protzigere Architektur ersetzt. Mit der Errichtung des Zentralhafens 1832 wuchs der Ort in den Öresund hinein. Auf der neu gewonnenen Landfläche entstanden viele Prunkbauten entlang der zu dieser Zeit angelegten Paradestraßen Drottninggatan und Järnvägsgatan, der heutigen Hauptverkehrsachse, sowie dem zentralen Platz Stortorget, darunter das Hotel Mollberg und das 1897 erbaute Rathaus im neugotischen Stil, das als Zeichen für die gestiegene Bedeutung der Stadt gelten sollte.
An der Straße Järnvägsgatan wurde 1865 der Hauptbahnhof errichtet, der mit dem Hafen eine Grundlage für viele neue Industriebetriebe darstellte. Im Anschluss an diese Betriebe entstanden Arbeiterquartiere, die zusammen den Stadtteil Söder bildeten. Hier wurde die Gustav-Adolf-Kirche und der Platz Nya torg (heute Gustaf Adolfs torg genannt) als zweites Stadtzentrum errichtet.

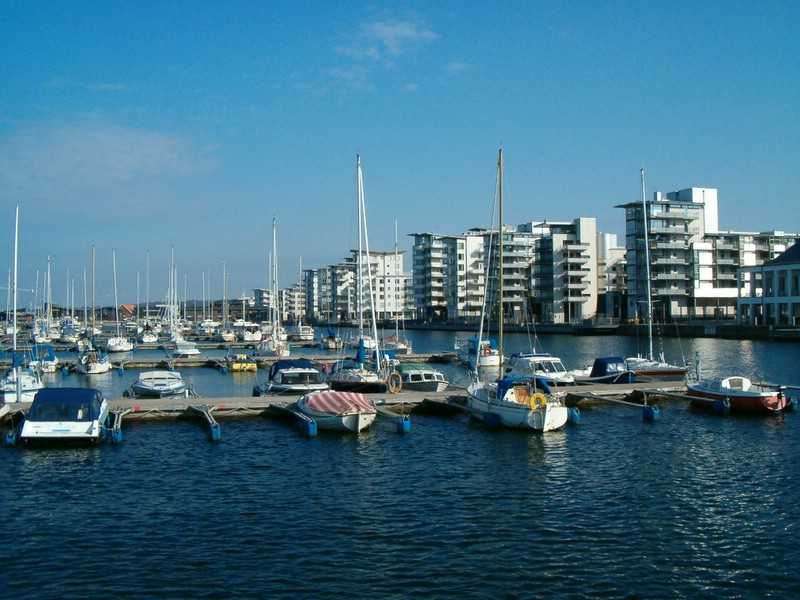
Im Rahmen der Ausstellung H99 entstandene Wohngebäude am Nordhafen

Im 19. Jahrhundert wurden die Befestigungsanlagen östlich des Schlosses abgerissen. Hier entstanden vor allem Gebäude für verschiedene Institutionen wie das Handelsgymnasium von 1863, das Lazarett von 1878, die Armenpflegestation von 1888 und die Nicolaischule von 1898. Mit diesen Bauten etablierte sich der Stadtteil Olympia mit Villen im Jugendstil. Mit Hilfe einer Spende des Industriellen Henry Dunker konnte die Stadt 1927 einen Wettbewerb für ein neues Konzerthaus starten. Diesen Wettbewerb gewann der Architekt Sven Markelius. Sein siegreicher Vorschlag war ein Funktionsgebäude mit weißem Putz, das 1932 fertiggestellt war und heute das beste Beispiel für funktionelle Architektur in Schweden ist.
Durch die andauernde Expansion Helsingborgs sind in der Stadt alle Baustile der letzten zwei Jahrhunderte vertreten. Das schwedische Millionenprogramm hat hier in den Stadtteilen Dalhem, Fredriksdal und Adolfsberg seine Spuren hinterlassen. Genauso blieb Helsingborg nicht von der großen Abrisswelle der 1970er-Jahre verschont. Viele ältere Gebäude im Zentrum mussten neuen Ziegelbauten weichen. Zwei dieser modernen Bauten sind das Firmengebäude von Skandia und die SEB-Bank.
Das größte Bauprojekt der neusten Zeit sind die Gebäude, die 1999 für die Architekturausstellung H99 am Nordhafen im neuen Funktionalstil errichtet wurden.

### Plätze

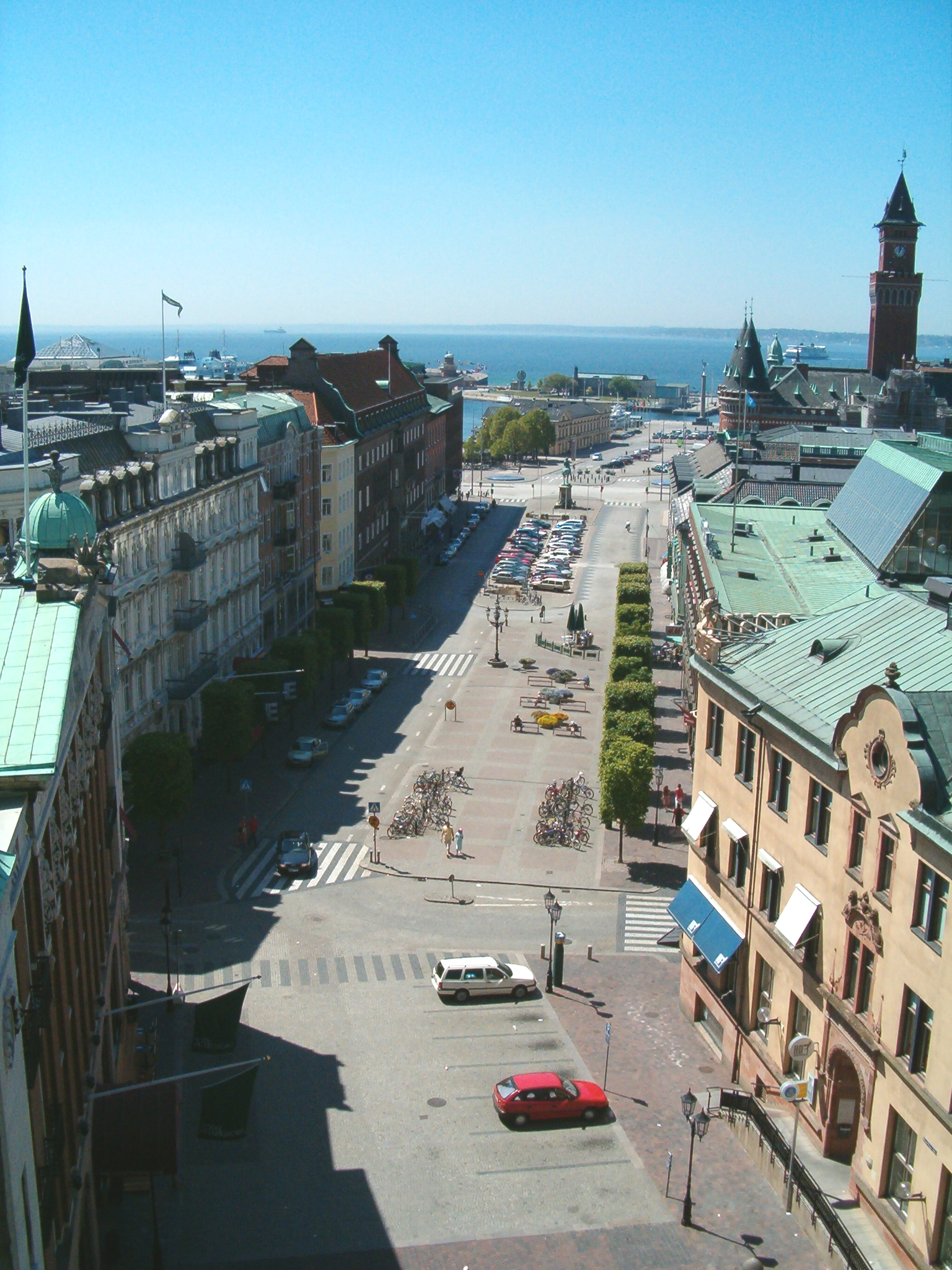
Der Stortorget mit dem Hamntorget im Hintergrund

Der älteste Platz Helsingborgs heißt Stortorget und erstreckt sich von einer Treppenanlage im Osten bis zur Straße Drottninggatan (Konsul Trapps plats) im Westen, wo eine Reiterstatue steht, die Magnus Stenbock zeigt. Der Platz verdankt seine spezielle längliche Form der Tatsache, dass dänische Truppen im Schonischen Krieg (1676–1679) eine breite Versorgungsschneise zwischen Schloss und Hafen durch die Stadt schlugen. Nach Kriegsende wurde die Freifläche bis Ende des 19. Jahrhunderts zu Handelszwecken genutzt. Im Laufe der Zeit entstanden rund um den Platz große Gebäude mit prunkvollen Fassaden.
Weiter Richtung Hafen liegt der Platz Hamntorget, der in den 1890er-Jahren im Zusammenhang mit dem Bau des Nordhafens geschaffen wurde. Im Alltag als Parkplatz genutzt, finden auf ihm zu besonderen Anlässen, wie dem Helsingborgsfestival Konzerte statt. Am Platz liegt das Alte Zollhaus (Gamla tullhuset), heute Abfahrt von Öresundsfähren, und die alte Fährstation, heute ein Rockclub. Direkt am Pier steht die Statue Sjöfartsgudinnan („Seefahrtsgöttin“), die von Carl Milles geschaffen wurde. Daneben steht ein Monument, dass an die Landung Karl XIV. Johans in Helsingborg erinnert.
Zwischen Hamntorget und Knutpunkten, dem (Bus-)Bahnhof und Fährterminal, liegt der Kungstorget, der früher, als die Bahngleise noch quer durch die Stadt führten, Bahn- und Parkgelände war. Heute gibt es hier im Sommer Freiluftgaststätten und Bühnen für unterschiedliche Veranstaltungen.
Der Sundstorget wurde 1865 auf dem Öresund abgewonnenem Land angelegt. Rund um den Platz wurden einige monumentale Gebäude gebaut und später ein großer Teil des Markthandels vom Stortorget hierher verlegt, nachdem in der Westhälfte des Platzes eine Markthalle gebaut worden war. In der zweiten Hälfte des 20. Jahrhunderts wurde diese wieder abgerissen und der Platz als Parkplatz genutzt. 2004 wurden bei Umbauarbeiten die Autos unter die Erde verbannt. Im Süden des Platzes entstand eine neue Markthalle aus Glas. Entlang der Nordseite des Platzes liegen einige Restaurants mit Terrassen. Im Westen wird der Platz von Dunkers kulturhus begrenzt.

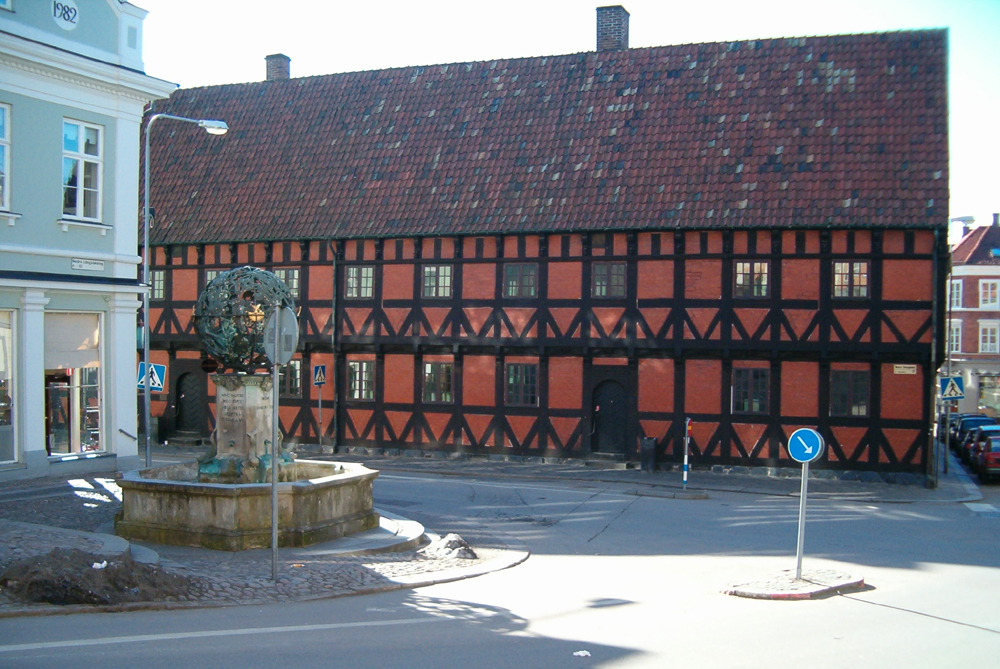
Tycho Brahes plats mit Jacob-Hansen-Haus

Einige Plätze tragen den Namen von Personen, die für die Entwicklung der Stadt von Bedeutung waren. Beispiele sind Henry Dunkers plats zwischen dem Konzerthaus (Konserthuset) und dem Stadttheater (Stadsteatern), der seinen Namen während der Architekturausstellung H99 verliehen bekam, um die Verdienste Dunkers um das Kulturleben der Stadt zu ehren. Konsul Olssons plats liegt von kleinen Gassen umgeben mitten in der Altstadt in der Nähe eines Lagergebäudes des Unternehmers Petter Olsson. Im Stadtteil Söder liegt Konsul Perssons plats. Hier stand einst Nils Perssons Schwefelsäurefabrik; seit 2005 wird der Platz vom neuerbauten Tingshuset, dem Sitz des Amtsgerichts (tingsrätt), dominiert. Nördlich des Platzes schließt sich Mäster Palms plats mit dem Kaufhaus Söderpunkten an. Etwas weiter südlich liegt Gustav Adolfs torg, ehemals Nya Torg, der an den meisten Tagen der Woche als Marktplatz genutzt wird.

### Parks und Grünanlagen

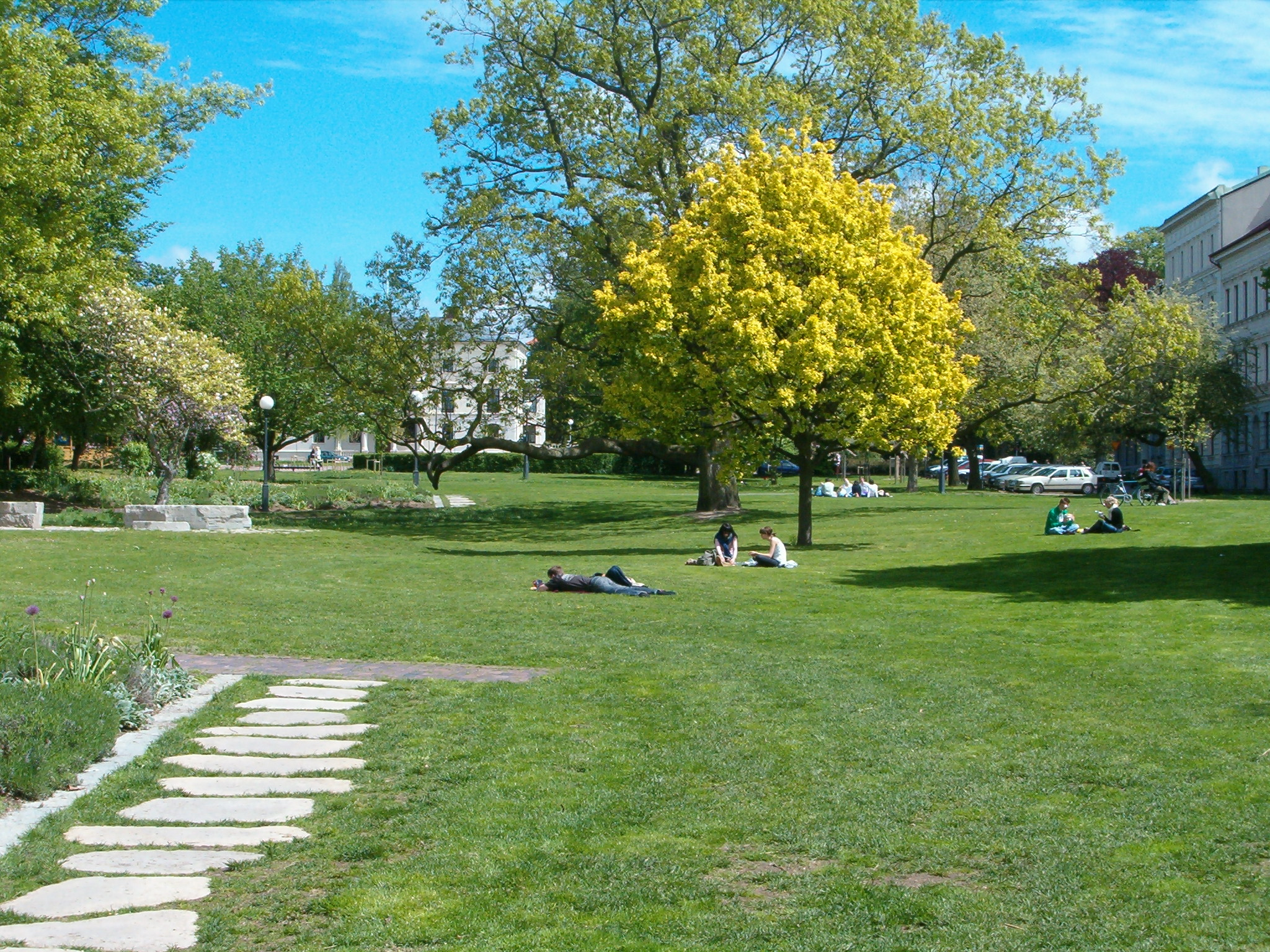
Der Stadtpark, unter dem Namen Krookska planteringen bekannt

Viele Parks liegen am Rand der Innenstadt und bilden einen Grüngürtel. Oft haben sie ihren Ursprung in privaten Gärten, die später der Stadt geschenkt wurden. Die meisten Parks entstanden zum Ende des 19. Jahrhunderts im Zusammenhang mit der kräftigen Expansion Helsingborgs. Sie waren als grünes Gegengewicht zu den neuen Gebäuden und Industrieanlagen gedacht.
Der erste richtige Park war Krookska planteringen, gelegen zwischen der Innenstadt und dem damals neuen Stadtteil Söder. Als beabsichtigt war, die Freifläche zu bebauen, kauften die Geschwister Krook das Gelände und schenkten es der Stadt mit der Bedingung, es in einen Park zu verwandeln. 1873 wurde der Park, der heute allgemein als Stadtpark (Stadsparken) bezeichnet wird, fertiggestellt.
Ein weiterer früher Park ist der Öresundpark, der 1877 entlang eines natürlichen Einschnittes in der landborgen angelegt wurde, als die im ältesten Industriegebiet der Stadt angesiedelte Wassermühlen in das neue Industriegebiet im Süden verlegt wurden. Durch den Park führt die Hauptzufahrtsstraße zur Innenstadt aus Richtung Nordost. Der Park zieht sich bis auf das Plateau der landborgen hinauf. Von dort fällt der Blick über den Öresund.

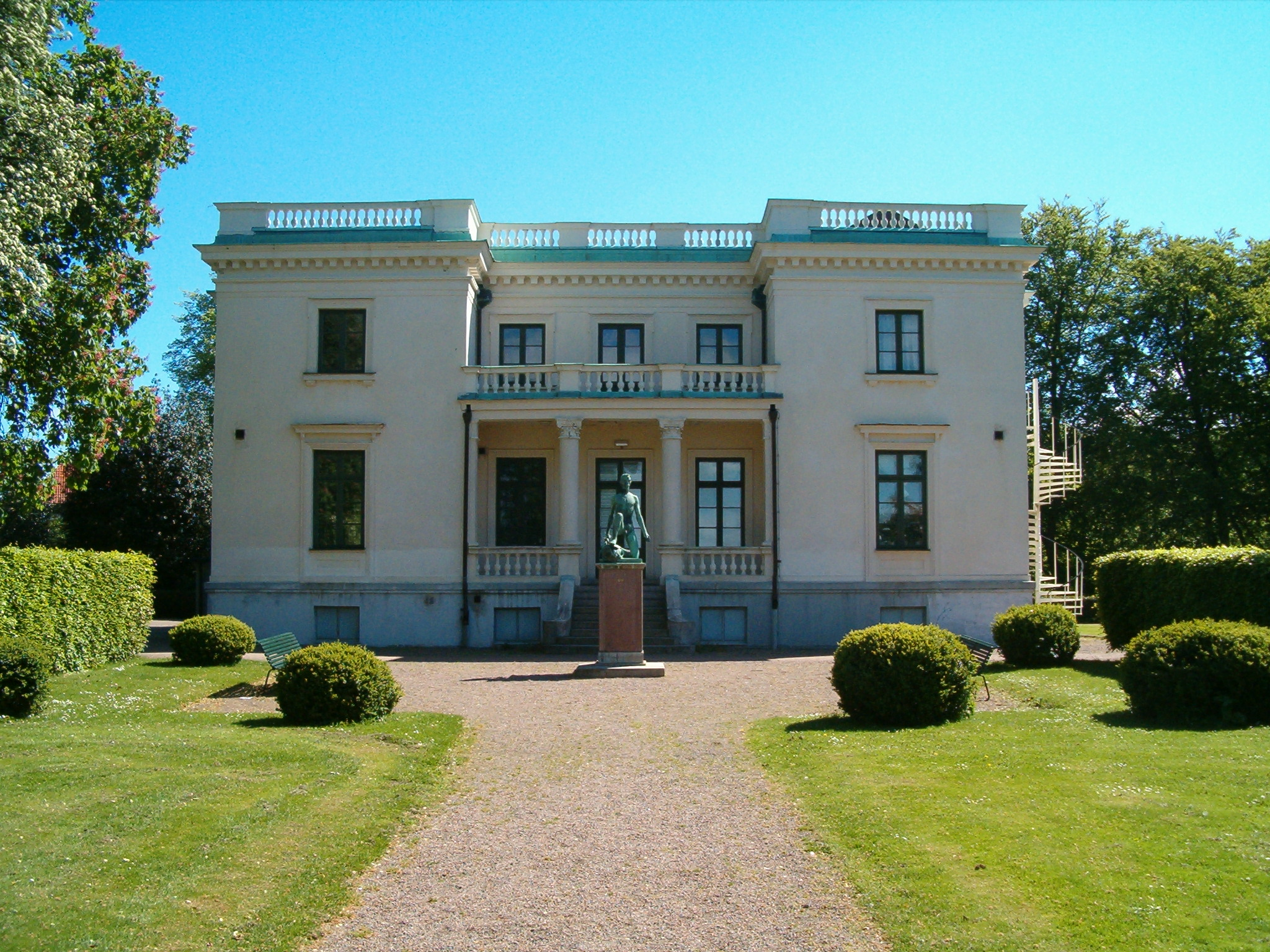
Villa Vikingsberg

Zum Anlass der „Helsingborgausstellung“ (Helsingborgsutställningen) 1903 wurde das ehemalige Burggelände um den Turm Kärnan, seit der Schleifung der Festungsanlagen stets nur dünn bebaut, in einen Park namens Slottshagen verwandelt. Heute gibt es dort einen Rosengarten und ein Freilufttheater.
Im Stadtteil Olympia liegt das Freilichtmuseum Fredriksdal, das der Stadt 1918 von Gisela Trapp, der Witwe des Konsuls Oscar Trapp, geschenkt wurde. Der Park beherbergt Fredriksdals herrgård, einen botanischen Garten, einen Garten mit Obstbaumbestand und das Theater Fredriksdal.
Nach dem Tod König Gustav VI. Adolfs erhielt Helsingborg das Schloss Sofiero nördlich der Stadt als Geschenk. Der dazugehörige Park verdankt seine Bekanntheit den vielen dort wachsenden Rhododendronarten sowie Veranstaltungen wie Orchideenwettbewerben und Oldtimerausstellungen.

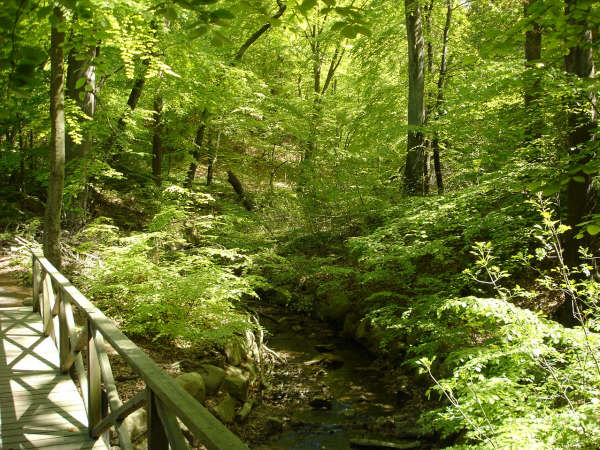
Pålsjö skog

Eine Schenkung von Ida und Otto Banck aus dem Jahre 1912 ist die Villa und der Park Vikingsberg im höhergelegenen Teil Helsingborgs. Die Villa war lange Jahre Herberge für die städtische Kunstsammlung. Heute befindet sich hier eine private Kunstgalerie.
Ein weiterer bekannter Park ist der Brunnenpark Ramlösa (Ramlösa brunnspark) im Süden von Helsingborg. Hier lag die alte, 1707 in Betrieb genommene Ramlösaquelle, und hier war der Ort, wo im 18. und 19. Jahrhundert Kurgäste mit Heilwasser ihre Leiden kurierten. Im Park stehen einige gelbgestrichene, mit Holzsägearbeiten verzierte Holzhäuser.
Im Norden der Stadt liegt der Wald von Pålsjö (Pålsjö skog) in Nachbarschaft zum Schloss Pålsjö und dem dazugehörigen Schlosspark. Im Süden liegt das Naturschutzgebiet Rååns dalgång, der auf einer Seite vom Fluss Råån begrenzt wird. Am Rande liegt die Kirche von Raus (Raus kyrka), die älteste Kirche Helsingborgs, deren Geschichte bis ins 12. Jahrhundert zurückgeht.
Entlang des Randes der landborgen wurde die Landborgspromenade geschaffen, die mehrere Parks der Stadt von Pålsjö skog bis Råådalen durch einen Wanderweg verbindet, von dem ein Ausblick über den Öresund besteht.

## Kultur, Sehenswürdigkeiten und Freizeit

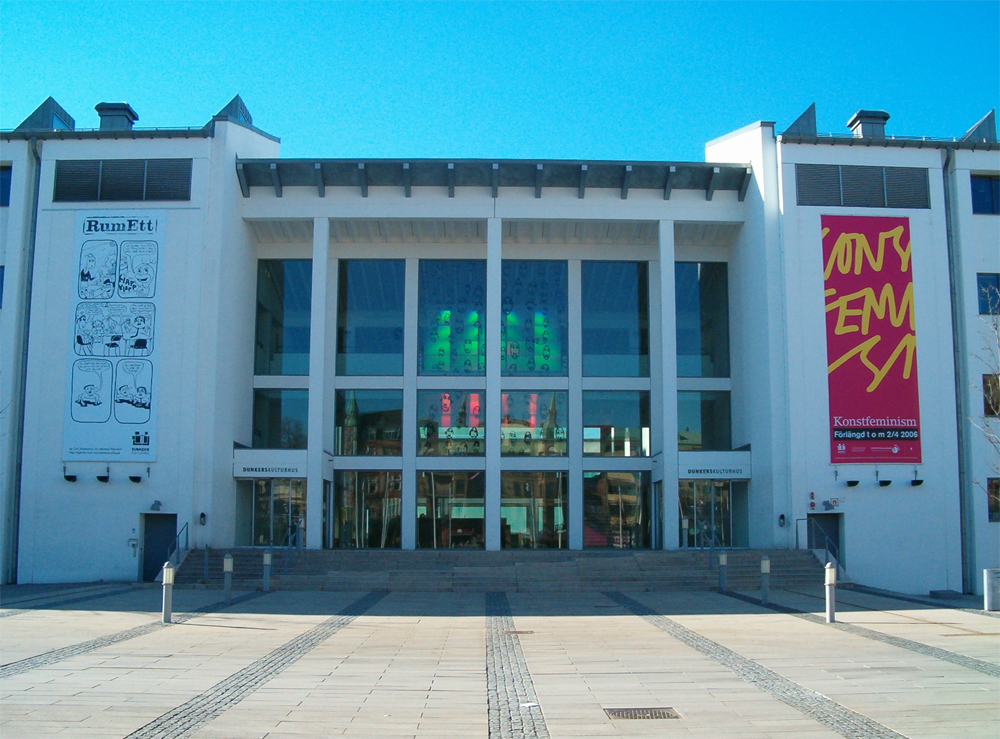
Dunkers kulturhus

Helsingborg verfügt über ein großes Spektrum an Kultur- und Freizeiteinrichtungen. Die Stadtverwaltung unterstützt diese oft mit finanziellen Mitteln. Mit der Errichtung des Kulturhauses (Dunkers kulturhus) erhielt Helsingborg eine zentrale Einrichtung für Kunst, Musik und Ausstellungen.

### Theater

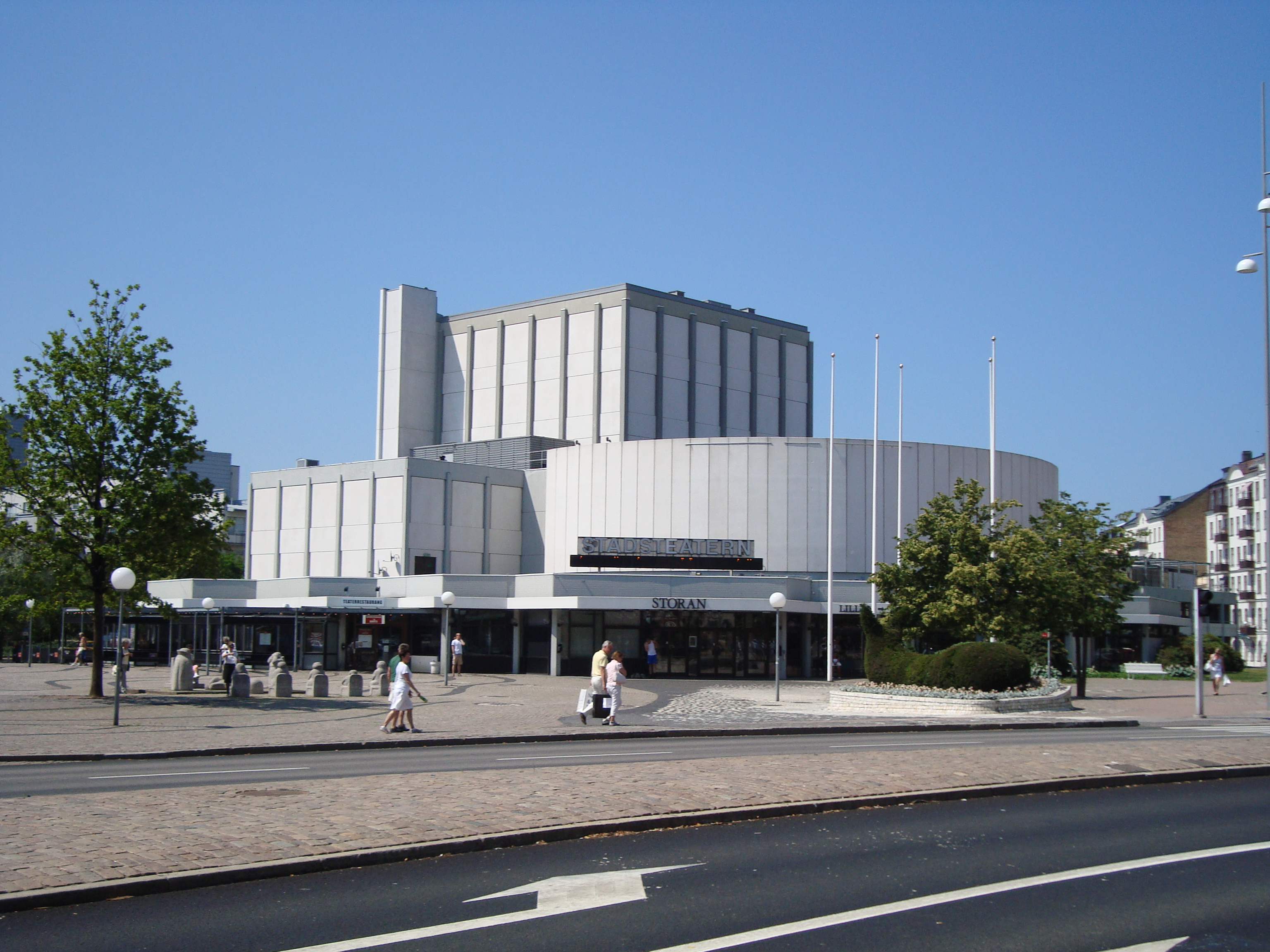
Stadttheater Helsingborg

Ab 1813 gab es ein Theater in der Stadt. Zu jener Zeit wurde dem damaligen Besitzer des Heilwasserbrunnens in Ramlösa, Achates von Platen, die Erlaubnis erteilt, ein „provisorisches Theaterhaus aus Holz“ in der Straße Prästgatan zu errichten. 1859 wurde das Theater von der Stadt aufgekauft und bald wurden Stimmen laut, die einen neuen und zeitgemäßen Theaterbau forderten. Das neue, 1877 eröffnete Theater zog immer öfter umherreisende Theatergruppen an und Anfang des 20. Jahrhunderts kam der Wunsch nach einem festen Ensemble auf. 1921 wurde so das erste fest mit einem Stadttheater verbundene Theaterensemble Schwedens gegründet. Durch die höheren (vor allem räumlichen) Anforderungen, die dies mit sich brachte, wurden das Theater bald zu klein und unfunktionell. So wurde 1976 das neue Stadttheater neben dem Konzerthaus errichtet, das über eine „die Große“ (Storan) genannte große und „die Kleine“ (Lillan) genannte Bühne verfügt. Das alte Theater wurde im selben Jahr trotz großer Proteste niedergerissen.

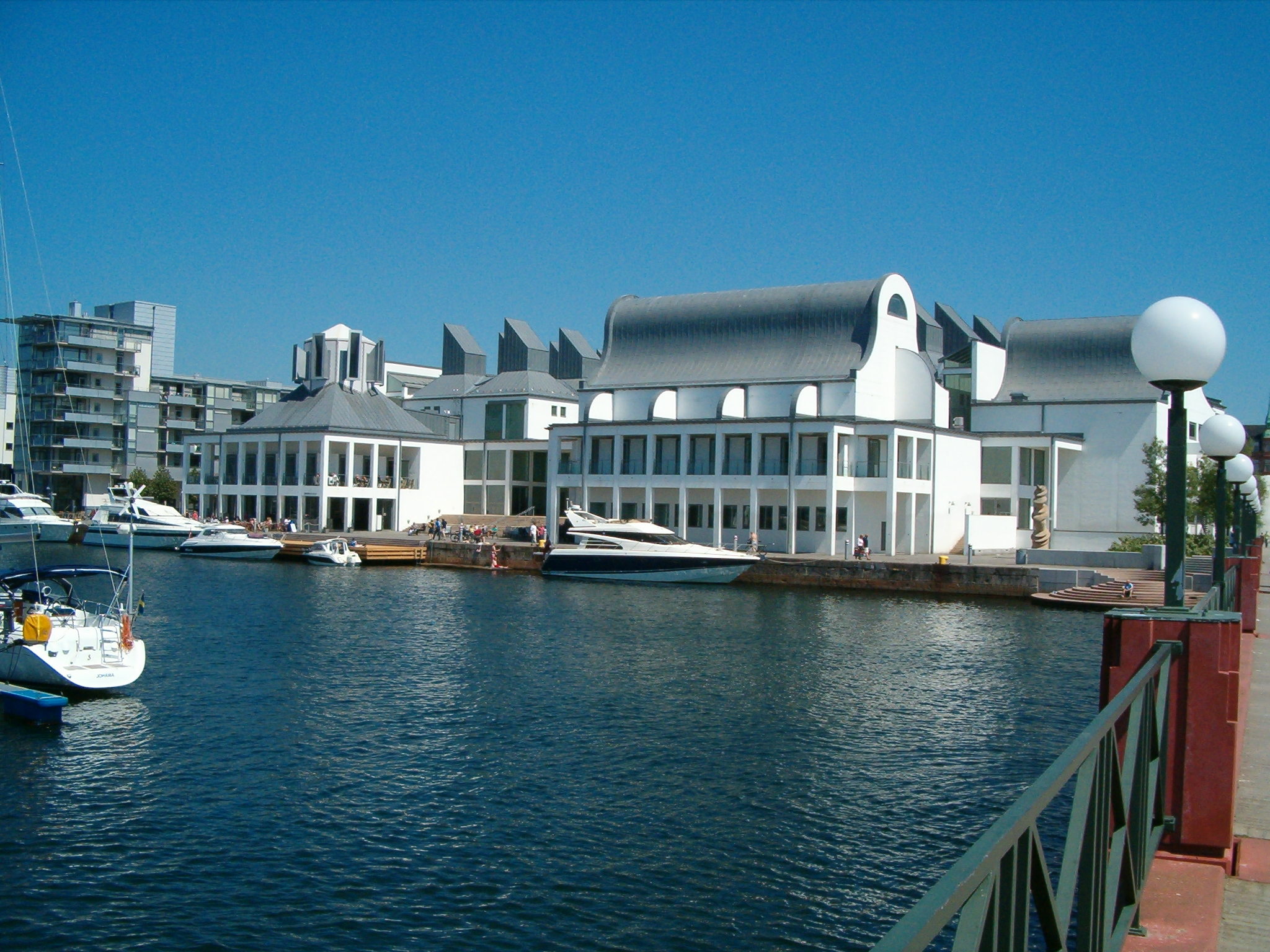
Dunkers kulturhus am Nordhafen.

Theatervorstellungen finden zudem in Dunkers kulturhus statt. Im Sommer ist ein Besuch des 1932 gegründeten Freilufttheater Fredriksdal beliebt. Es ist landesweit durch die Übertragung von Vorstellungen im Fernsehen sowie durch das langjährige Wirken des Schauspielers Nils Poppe bekannt. Revuen unter freiem Himmel sind im Sommer im Park Slottshagen zu sehen.

### Museen

#### Stadtmuseum
Der geschichtsinteressierte Konsul Oscar Trapp schlug Anfang des 20. Jahrhunderts die Einrichtung eines Museums in Helsingborg vor. 1909 eröffnete das neue Stadtmuseum in einem ehemaligen Schulgebäude in der Straße Södra Storgatan. Es zeigte neben Kunstwerken Sammlungen mit naturwissenschaftlichen, archäologischen, ethnografischen und kulturhistorischen Themen, die zum Teil schon ab 1890 begonnen worden waren. Nach der Schenkung der Villa Vikingsberg an die Stadt durch Otto Banck konnte die Kunstsammlung 1929 dorthin umziehen. Mit der Zeit wurden die Lokalitäten in der Södra Storgatan für die verbleibenden Ausstellungen zu klein und es wurden Ausweichmöglichkeiten gesucht. Die Raumfrage konnte erst 2002 gelöst werden, als sowohl das Stadtmuseum als auch die Kunstsammlung aus der Villa Vikingsberg in Dunkers kulturhus verlegt wurde. Das Stadtmuseum zeigt heute neben stadtgeschichtlichen Ausstellungen grafische Blätter, Ölgemälde, Kunsthandwerk und Designmöbel, die hauptsächlich aus dem nordwestlichen Bereich Schonens stammen.

#### Freilichtmuseum Fredriksdal

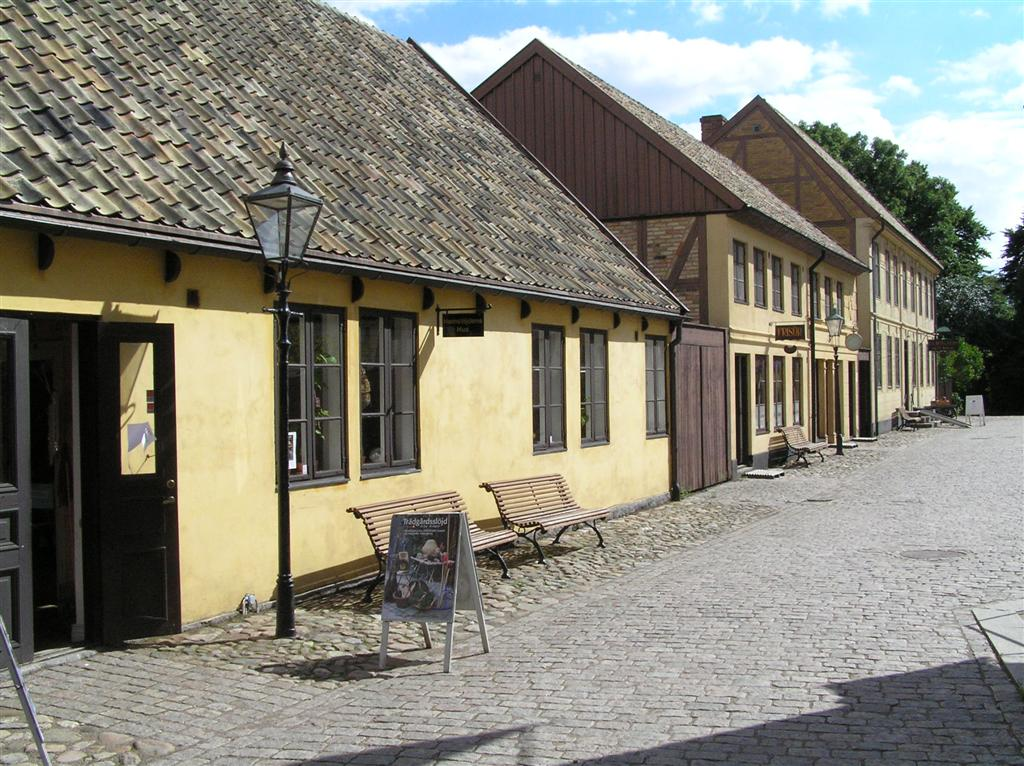
Im Freilichtmuseum Fredriksdal

1918 stiftete Oscar Trapps Witwe Gisela Trapp das Gut Fredriksdal mit den zugehörigen Ländereien dem Museum mit der Bedingung, dass dort ein Freilichtmuseum eingerichtet und die Ländereien zur Finanzierung des Museumsbetriebes Verwendung finden sollten. Das Freilichtmuseum Fredriksdal wurde im Laufe der Jahre um weitere historische Hofanlagen aus verschiedenen Gegenden Schonens und kulturhistorisch interessante Gebäude aus den alten Stadtvierteln Helsingborgs erweitert. In einem der alten Häuser aus der Stadt liegt das Grafische Museum (Grafiska museet) – das größte dieser Art in Schweden –, das die Geschichte der Druckkunst von Gutenbergs Zeit bis heute zeigt. Im Anschluss an Fredriksdal liegt das „Kulturlager“ (Kulturmagasinet), wo große Teile der umfassenden Sammlungen Helsingborger Museen (zwischen)lagern. Das Kulturmagasinet ist daneben der Eigentümer des Burgturms Kärnan und damit für dessen Erhalt verantwortlich.

#### Weitere Museen
Östlich des Kärnan liegen zwei weitere Museen – das Schulmuseum (Skolmuseet) und das Medizinhistorische Museum (Medicinhistoriska museet). Das Schulmuseum wurde 1985 in der alten Östra skolan neben der Slottsvångschule eingerichtet. Es zeigt restaurierte alte Schuleinrichtungen und Lehrmittel aus verschiedenen Volksschulen in und um Helsingborg. Das Medizinhistorische Museum in einem ehemaligen Kinderkrankenhaus zeigt historische Krankenhauseinrichtungen und Gegenstände aus dem Bereich der Pflege. Das Helsingborger Sportmuseum (Helsingborgs Idrottsmuseum) in der Straße Carl Krooks gata in Söder vermittelt einen Einblick in die lange Sportgeschichte Helsingborgs und verleiht den Preis „Sportler des Jahres in Helsingborg“ (Årets idrottare i Helsingborg). Außerhalb der Stadt liegt das „Bereitschaftsmuseum“, das in der unterirdischen Batterie Helsingborg (Batteri Helsingborg), gebaut 1940, von den Umständen in Schweden zur Zeit des Zweiten Weltkriegs erzählt und Kriegsmaterial aus dieser Zeit zeigt. In Kulturhotell hat im Juni 2017 ein „Museum des Scheiterns“ (Museum of Failure) eröffnet; es zeigt rund 70 missratene und nicht erfolgreiche Erfindungen. Gründer und Leiter ist Samuel West.

### Musik

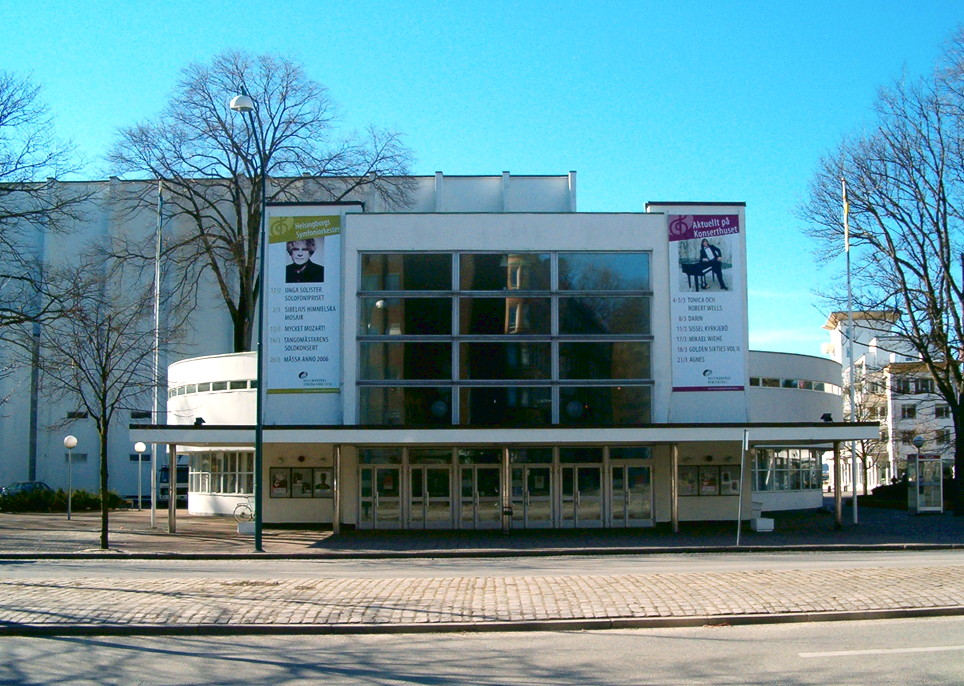
Konzerthaus Helsingborg

Noch bis weit ins 19. Jahrhundert hinein war ein Konzert ein eher ungewöhnliches Ereignis in der Stadt am Öresund. Lediglich einige wenige Ensembles spielten hin und wieder bei den Heilquellen der Stadt, der Sofienquelle (Sofiakällan) und der Ramlösaquelle, und der Chor Husarrengementets musikkår gab vereinzelte öffentliche Konzerte. 1896 gründete sich die Helsingborger Musikgesellschaft (Helsingborgs musiksällskap), um die Musikliebe der Helsingborger Bürger mit regelmäßigen Konzertveranstaltungen zu wecken und zu fördern. 1911 beschloss der schwedische Reichstag die Förderung von Orchestern in Schwedens Provinzstädten. Da sich die Stadt an den Fördermaßnahmen ebenfalls beteiligte, entstand noch im selben Jahr die Orchestervereinigung Nordwestliches Schonen (Nordvästra Skånes Orkesterförening), aus der später das Sinfonieorchester Helsingborg hervorging. Das große Interesse, auf das die neue Einrichtung in den ersten Jahren stieß, drohte bald zu schwinden, da es an einem festen Konzerthaus mangelte. 1932 schließlich stand das neue Haus. Das vom Architekten Sven Markelius entworfene Helsingborgs konserthus sorgte für ein deutlich zunehmendes Musikinteresse in der Stadt.

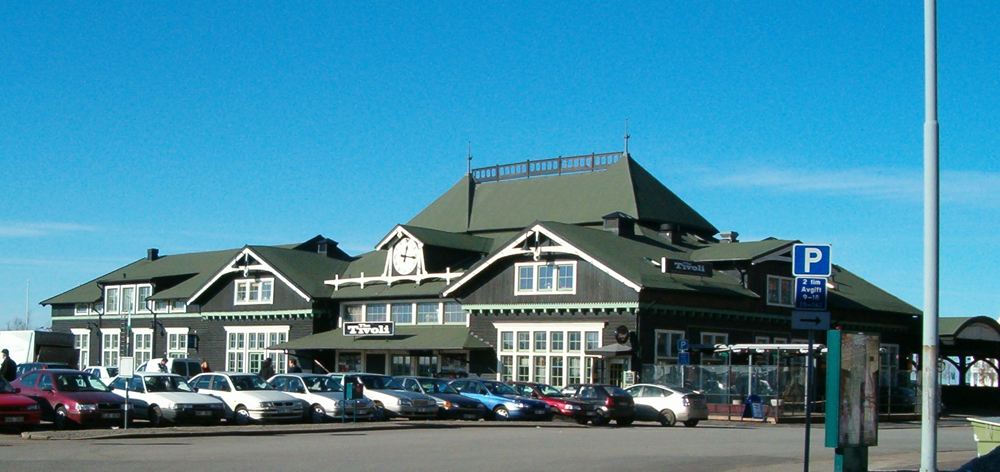
In der ehemaligen Fährstation hat heute der Rockclub The Tivoli sein Zuhause.

Das Kulturleben in Helsingborg kann sich heute auf ein reiches Musikangebot aller Richtungen – von Klassik über Jazz bis zu eher moderner Musik – stützen. Im Konzerthaus finden neben regelmäßigen Auftritten des Sinfonieorchesters Helsingborg vielen Gastauftritte statt. Dunkers kulturhus ist eine bekannte Lokalität für Konzerte in kleinerem Rahmen, beispielsweise für Auftritte der Musikschule. In den Kirchen der Stadt, vor allem in der Marienkirche und der Gustav-Adolf-Kirche, werden oft musikalische Veranstaltungen verschiedener Ausprägungen wie Taizémessen oder Solokonzerte ausgerichtet. Liebhaber beschwingter Musik sind in den Kellerräumen des Jazzklubs in der Straße Kullegatan am richtigen Ort. The Tivoli am Nordhafen ist der einzige Rockklub der Stadt und bietet regelmäßige Konzerte angesagter Gruppen. Daneben gibt es in Helsingborg verschiedene Musikgruppierungen, darunter der Kammerchor Helsingborg (Helsingborgs kammarkör), die Kammermusikvereinigung Helsingborg (Helsingborgs kammarmusikförening), Visans vänner („Freunde der Weise“), Pearls of the Sound und das Vokalensemble Helsingborg (Helsingborgs vokalensemble).

### Bauwerke

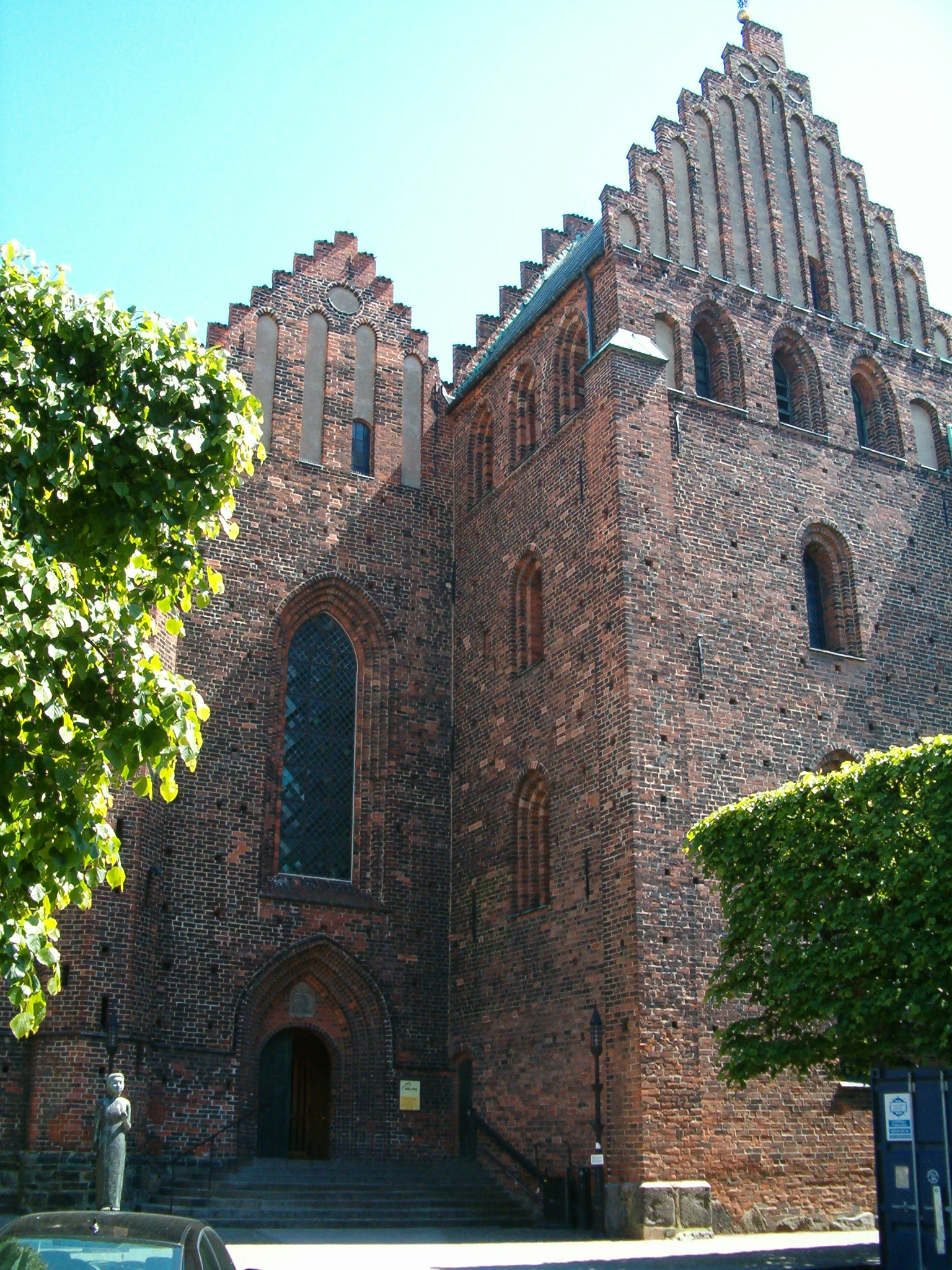
Die Marienkirche

Zu den „herausragenden“ Sehenswürdigkeiten Helsingborgs gehört der restaurierte Burgturm Kärnan, einzig übergeblieben von der mittelalterlichen Befestigungsanlage, die 1150 erbaut, 1680 geschleift wurde. Von ihm aus geht der Blick über den Öresund in Richtung Dänemark. Sehenswert sind das Rathaus, erbaut 1857, und die Freitreppe am Stortorget sowie die Sankt-Marien-Kirche aus dem 12. Jahrhundert.
Das Brunnenhotel Ramlösa (Ramlösa brunnshotell, auch Stora hotellet, „Großes Hotel“), erbaut zwischen 1876 und 1882 im Stadtteil Ramlösa, der hauptsächlich durch das hier gewonnene Mineralwasser bekannt ist, ist das größte skandinavische Gebäude aus Holz. Das umliegende parkartige Wohngebiet war lange ein Treffpunkt für die soziale Oberschicht Schonens. Rund 3 km nördlich der Stadt liegt das von Parkanlagen umgebene Schloss Sofiero, ehemalige Sommerresidenz der königlichen Familie. Landesweit bekannt ist das Freilufttheater Fredriksdal im Freilichtmuseum Fredriksdal.

### Gastronomie und Nachtleben

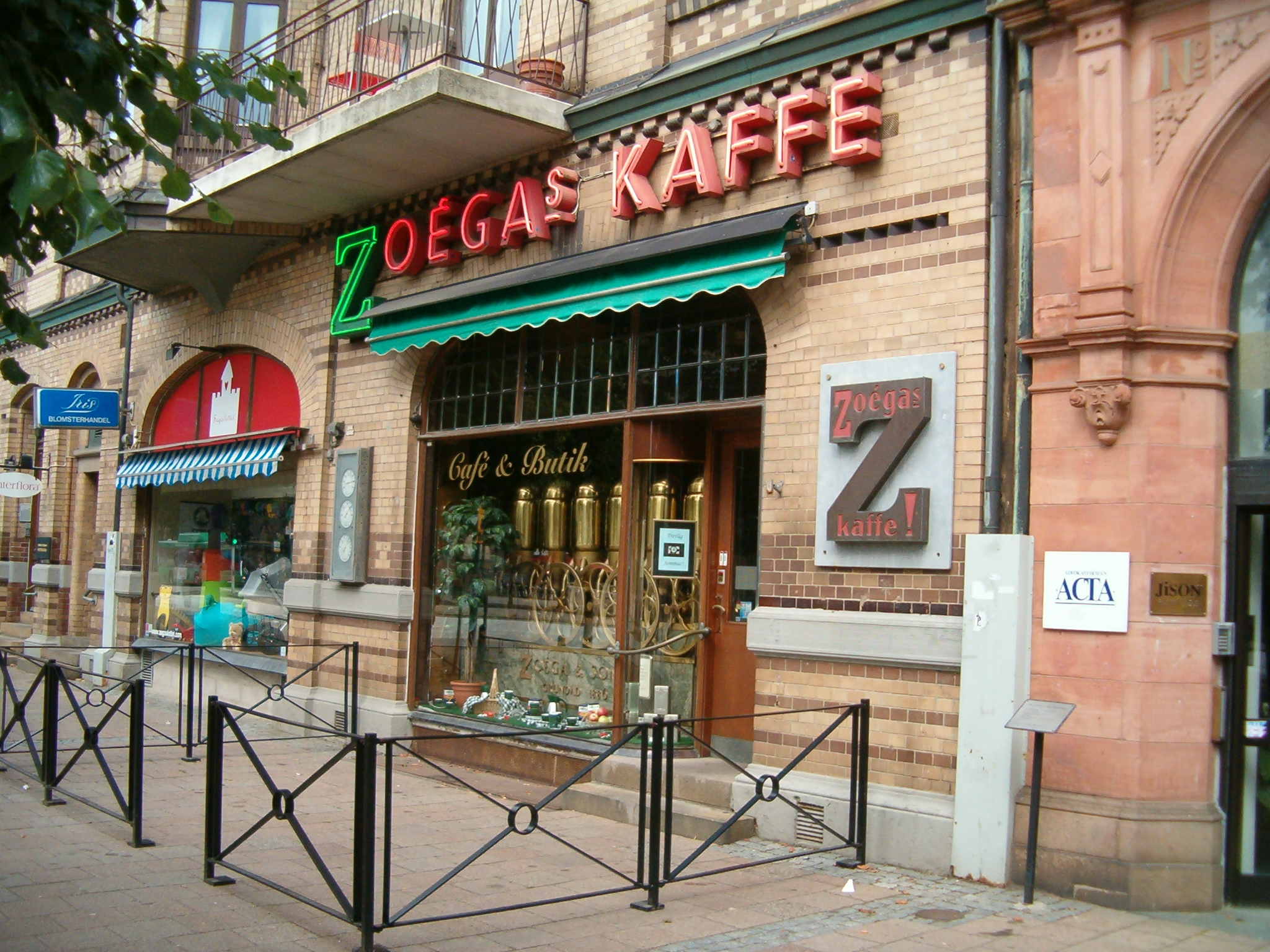
Café in Helsingborg

Helsingborg hat neben einer Reihe populärer Restaurants eine der höchsten Kneipendichten Schwedens zu bieten. Drei von zwanzig Restaurants der „schwedischen Meisterklasse“ sind laut dem Restaurantführer White Guide 2006 in Helsingborg zu finden. Neben weiteren guten und populären Adressen neueren Datums gibt es einige Restaurants, die auf eine lange Tradition zurückblicken können und beliebt sind, allen voran Mollbergs matsalar (etwa „Mollbergs Speisesäle“), die an das Hotel Mollberg angeschlossen sind. An dieser Stelle gibt es seit dem 15. Jahrhundert einen Gaststättenbetrieb. Aufgrund der Lage Helsingborgs am Öresund gibt es entlang der Wasserfront eine Reihe Restaurants im Bereich des Nordhafens, der Kaipromenade (Kajpromenaden) und der Strandpromenade (Strandpromenaden), die im Sommer unter freiem Himmel servieren. Außerdem gibt es eine Vielzahl an Gaststätten mit Speisen aus aller Welt. Einige Konditoreien und Cafés mit teils über hundertjähriger Geschichte sind in Helsingborg zu finden. Wie für Städte dieser Größenordnung üblich, unterhalten weit verbreitete Fastfoodrestaurant- und Caféketten wie McDonald’s und Wayne’s Coffee in der Stadt Filialen. Nachtclubs und Kneipen konzentrieren sich im Stadtzentrum. Der Stadtteil Söder hat ein Nachtleben zu bieten.

### Strandgebiete

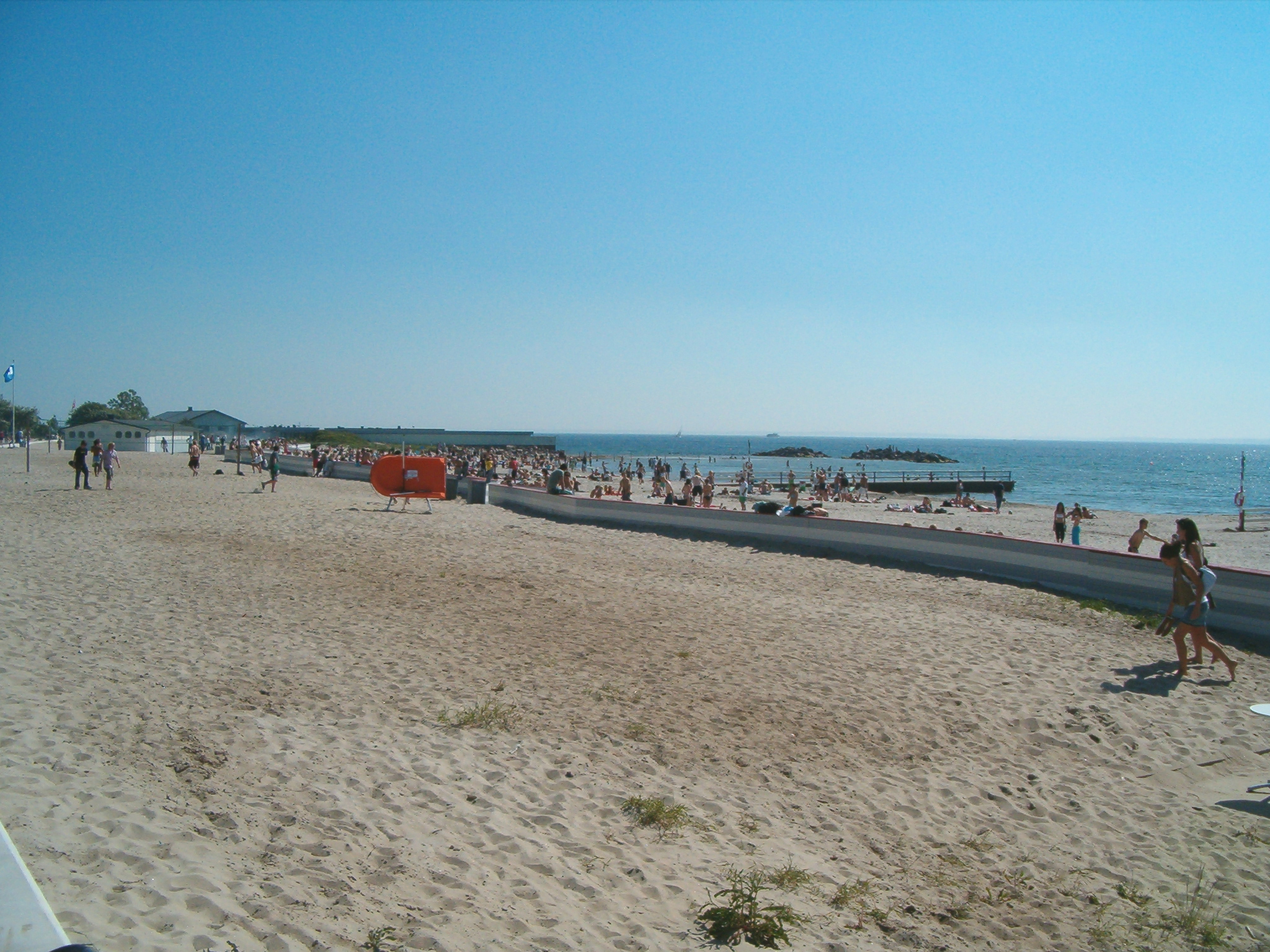
Örestrandsbad

Helsingborg ist eine der wenigen Städte in Schweden, wo ansprechende Badestrände vorhanden sind, die nur zehn Minuten Fußweg vom Zentrum entfernt sind. Im Sommer sind oft Leute mit Badesachen in der Stadt zu sehen. Der stadtnächste Badeplatz heißt „Tropical Beach“ mit Palmen und Sonnenstühlen. Er wurde mit der Ausstellung H99 angelegt und liegt direkt an der Hafeneinfahrt des Inneren Hafens (Inre hamn).
Nördlich des Nordhafens (Norra hamn) liegen die sandlosen Badestellen namens „Järnvägsmännens“ und „Gröningen“ mit großer Liegewiese und Badesteg. Weiter nördlich liegt das Örestrandsbad („Fria bad“ genannt), einer der populärsten Strände, so wie ganz im Norden der Stadt der „Wikingerstrand“ (Vikingstrand), der behindertengerecht eingerichtet ist.
Südlich von Helsingborg ist das Ufer des Öresundes recht seicht, was dazu führt, dass die hier liegenden Strände Råå vallar und Örby ängar von Familien mit Kleinkindern bevorzugt werden. Zwischen diesen Stränden und dem Hafengelände liegt Helsingborgs FKK-Strand, Knähakens bad.
Außerdem gibt es in Helsingborg drei Seebadehäuser (kallbadhus), gelegen südlich des Wikingerstrands, (Pålsjöbaden), zwischen Örestrandsbad und Gröningen (Norra Kallbadhuset oder „Kallis“), sowie im Süden bei Råå (Råå kallbadhus).

### Sport

#### Helsingborger Olympiade
Helsingborg blickt auf eine lange Sportgeschichte zurück. Bereits 1834 wurden bei Ramlösa ein erstes Sportfest in der olympischen Tradition veranstaltet. Hinter den Spielen stand der „Olympische Verein“ (Olympiska föreningen), dessen Ziel es war, das Interesse an den Olympischen Spielen in Schweden und Norwegen zu wecken. Als Disziplinen waren bei dieser Helsingborger Olympiade Gymnastik (gymnastik), Laufen (kapplöpning), Ringen (brottning) und Klettern (klättring) vertreten. Die Spiele zogen eine beachtliche Anzahl Zuschauer an und wurden einmalig 1836 wiederholt. Einige Straßen in der Gegend um den Austragungsort, heute ein Industriegebiet um den Bahnhof Ramlösa, tragen heute noch Namen wie Kapplöpningsgatan, Fäktmästargatan und Rännarbanan zur Erinnerung an das Geschehen.

#### Fußball

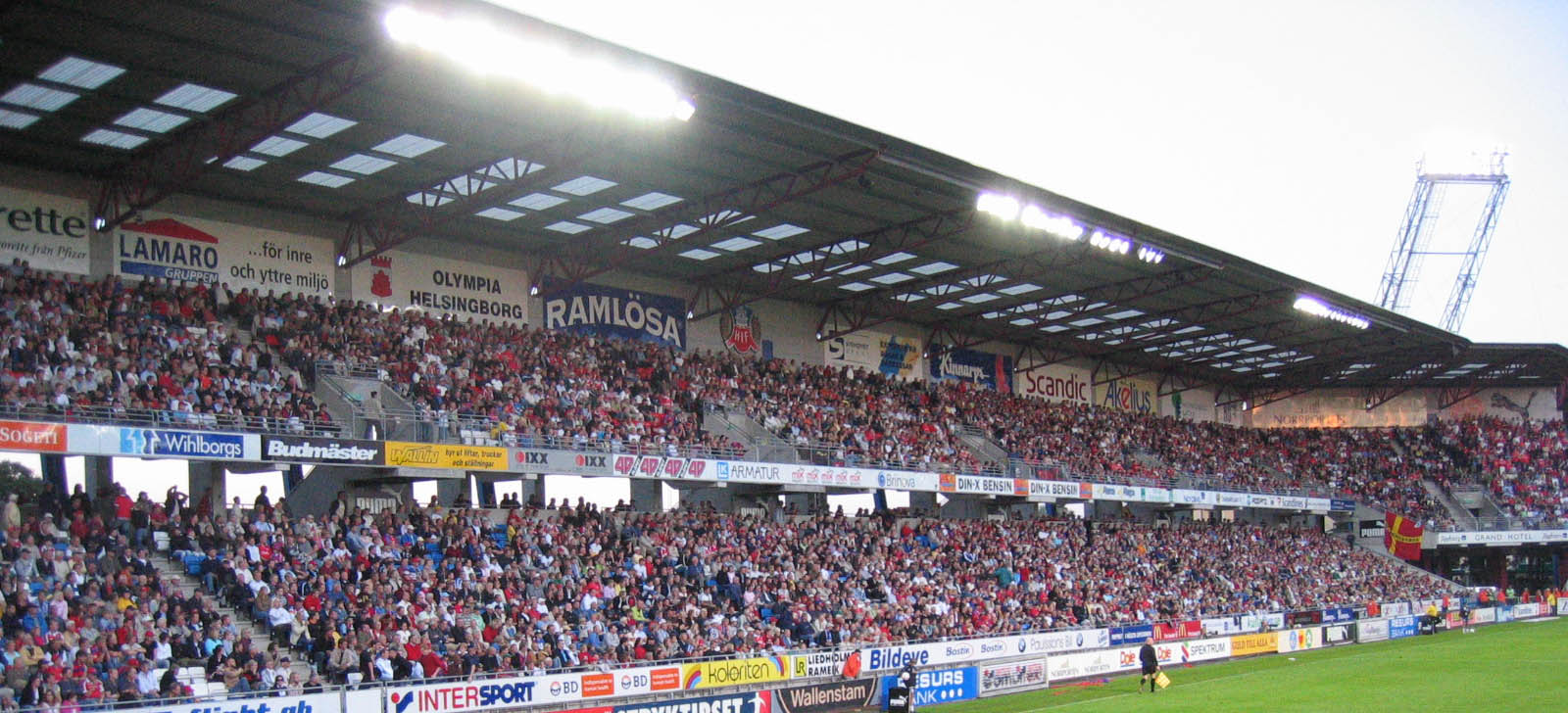
Vollbesetzte Ränge im Stadion Olympia in Helsingborg

Die dominierende Sportart in Helsingborg ist das Fußballspiel und es gibt eine Vielzahl von Fußballvereinen in der Stadt. Der erfolgreichste unter ihnen ist Helsingborgs IF (HIF), entstanden 1907 durch die Zusammenlegung der Vereine Svithiod und Stattena. Der HIF spielt zurzeit in der zweithöchsten schwedischen Liga, der Superettan. Von den späten 1920ern bis Anfang der 1940er war Helsingborgs IF eine der besten Mannschaften Schwedens und gewann 1929, 1930, 1933, 1934 und 1941 die Meisterschaft. Darauf folgte eine Phase mit eher bescheideneren Erfolgen und 1968 schließlich stieg der Verein in die Division 1 ab. Der Wiederaufstieg gelang erst 1992, worauf 1999 der Gewinn des Meistertitels folgte. Das Heimatstadion des HIF ist das Olympia, eines der ältesten Stadien Schwedens, erbaut 1898. Die ursprünglich für sowohl Fußball- als auch Leichtathletikveranstaltungen gebaute Arena ist heute ein reines Fußballstadion mit Platz für etwa 16.700 Zuschauer. Im Umfeld des Stadions liegen zahlreiche weitere Sportanlagen.
Der HIF war jedoch nicht immer der einzige Repräsentant Helsingborgs in der Fotbollsallsvenskan. 1951 und 1952 spielte dort der Råå IF, dessen größter Triumph 1948 der Sieg des Landespokals war. Heute spielt der Verein im Amateurbereich. Weitere Fußballvereine der Stadt sind der 1927 gegründete Högaborgs BK, Heimatverein von Henrik Larsson, und der 1991 aus der Zusammenlegung von Helsingborgs Södra BK, Helsingborgs BoIS und BK Drott entstandene Verein Helsingborgs Södra BIS, die derzeit jeweils nur unterklassig antreten.
Helsingborgs erfolgreichste Damenfußballmannschaft gehört zum Stattena IF, gegründet 1922. Sie spielt heute in der Division 1 nach zwei Spielzeiten in der Allsvenskan der Damen 2003 und 2004.

#### IFK Helsingborg
Helsingborgs Sportkameradschaft (Idrottsföreningen Kamraterna), der IFK Helsingborg, wurde 1896 von dem erst 16-jährigen Hjalmar Hedenblad als Sällskapet Idrottsvänner („Gesellschaft der Sportfreunde“) gegründet und wurde eine zeitgleich mit der Zusammenlegung mit dem Fußballverein GFK zur Sportkameradschaft. Der Verein war in seiner Geschichte in vielen Disziplinen wie Fußball, Radfahren, Schwimmen, Orientierungslauf, Handball, Turnen, Eishockey und Basketball tätig. Heute vertretene Sportarten sind Leichtathletik (als einzige seit der Gründung mit dabei), Skifahren, Tennis, Bowling, Eiskunstlauf, Volleyball und Triathlon. Der IFK ist auf dem Sportplatz Heden und im „Haus des Sports“ zuhause.

#### Übrige Sportarten

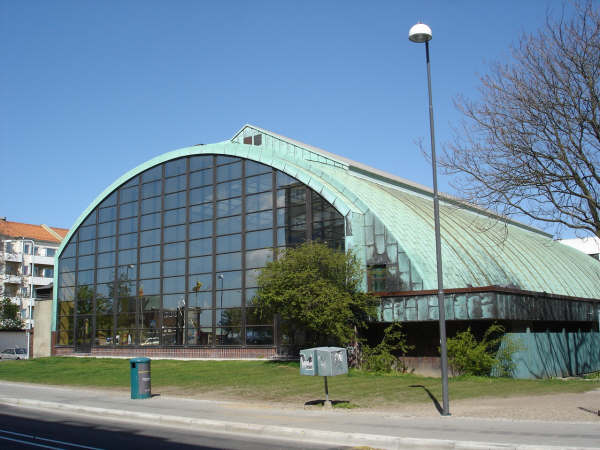
Schwimmhalle Simhallsbadet

Das „Haus des Sports“ (Idrottens hus) ist die größte Sporthallenanlage der Stadt. Die größte Halle fasst 1800 Zuschauer. Das Haus des Sports wird unter anderem vom Handballverein Olympic/Viking Helsingborg HK, dem Innebandyverein FC Helsingborg und dem Basketballverein Helsingborg Pearls für Training und Heimspiele genutzt. Der Handballverein Olympic/Viking entstand 1994 aus seinen Vorgängern Olympia und Vikingarna und spielt 2009/2010 in der Elitserien i handboll för herrar, die Frauen in der Division 2. Der FC Helsingborg, gegründet 2003, spielt in der Innebandy-Elitserie. Der Basketballverein Helsingborg Pearls – mit 900 Mitgliedern und 20 Jugendmannschaften – spielt seit 2003 in der schwedischen Basketligan unter dem Namen des Hauptsponsors, Öresundkraft. Eishockey steht in Helsingborg etwas abseits im Schatten des Fußballs.
Der Eishockeyverein der Stadt, der HHC Redskins, gegründet 1977, spielt in der viertklassigen Hockeytvåan. Das Heimatstadion, Olympiarinken, fasst 2100 Zuschauer.
Eine Vielzahl von Turnvereinen, GF Fram, GF Ling, Helsingborgs Turnéförening und Råå GF, die alle Helsingborgs Gymnastikförbund angehören, sind im „Haus der Gymnastik“ (Gymnastikens Hus) im Süden Helsingborgs angesiedelt.
Der Schwimmverein der Stadt, Helsingborgs Simsällskap, ist einer der erfolgreichsten in ganz Schweden. Der Verein betreibt die Schwimmhalle Filborna im Stadtteil Ättekulla. Südlich des Stadtzentrums steht die Schwimmhalle Simhallsbadet.
Neuere Zugänge in der Sportlandschaft Helsingborgs sind Rugby (Rugby Club Gripen) und American Football (Helsingborg Crocodiles).
Andere in Helsingborger Sportvereine sind der Tischtennisverein BTK Rekord, der Laufverein HLK-92 und der Badmintonklub Helsingborg zu nennen.
Mit dem B.K. Borgen besitzt die Stadt einen international erfolgreichen Billardklub. 1974 von Lennart Blomdahl und Frans Frank gegründet wurde er vier Mal Sieger beim Coupe d’Europe und 2012 zum 30. Mal Schwedischer Meister im Dreiband.

## Wirtschaft und Infrastruktur

### Wirtschaft
In Helsingborg sind über 10.000 steuerpflichtige Unternehmen registriert, von denen 94 mehr als 50 Angestellte haben. Rund 3.100 Betriebe beschäftigen zwischen 2 und 49 Menschen und etwa 7.000 sind Ein-Mann-Unternehmen. Die Unternehmen bieten insgesamt rund 58.000 Arbeitsplätze.
Die größten Wirtschaftszweige sind die Bereiche Handel und Verkehr mit rund 15.000 Beschäftigten. Weitere Schwerpunkte liegen in der Lebensmittel-, chemischen und Pharmaindustrie. Am schnellsten wächst der Dienstleistungssektor, der sich in den letzten zwanzig Jahren verdoppelt hat.
Diese Angaben beziehen sich auf die gesamte Gemeinde Helsingborg und lassen Rückschlüsse auf die Situation in der Stadt zu, da diese das Zentrum der wirtschaftlichen Tätigkeit in der Gemeinde darstellt.

#### Ansässige Unternehmen
Die verkehrsgünstige Lage Helsingborgs war und ist ein Grund für das gute Wirtschaftsklima der Stadt. Helsingborg und die nähere Umgebung zählt nach Stockholm, Göteborg und Malmö die meisten Unternehmenshauptsitze in Schweden.
Einige große, zum Teil international bekannte, in Helsingborg tätige Unternehmen sind ABB, der Handelsunternehmen ICA, der Möbelkonzern Ikea, das Pharmaunternehmen Pfizer, SKF Multitec AB, der Schuh- und Tennisballhersteller Tretorn, der Mineralwasserhersteller Ramlösa Hälsobrunn AB und Unilever Bestfoods.

#### Einzelhandel

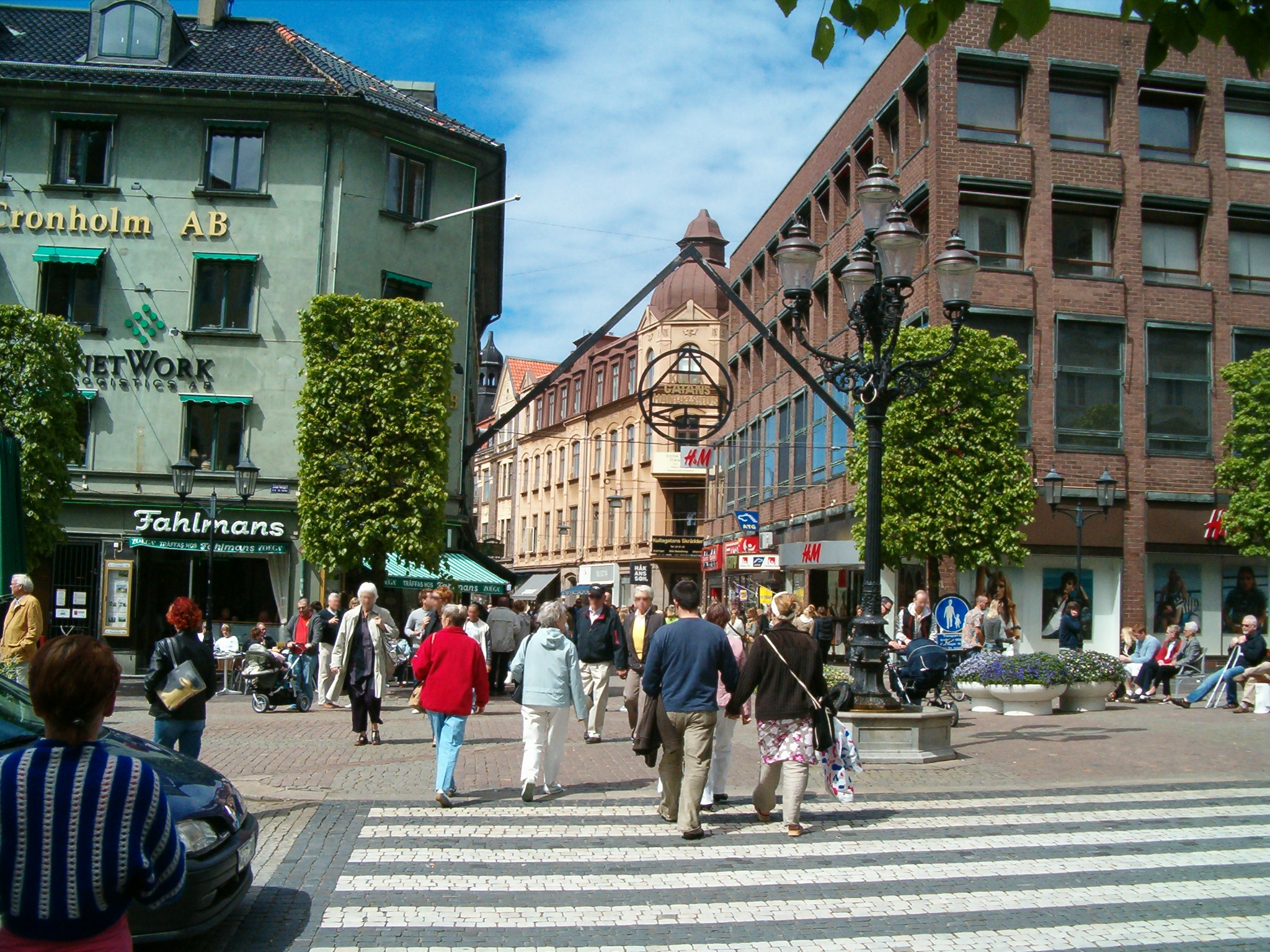
Einkaufsstraße Kullagatan

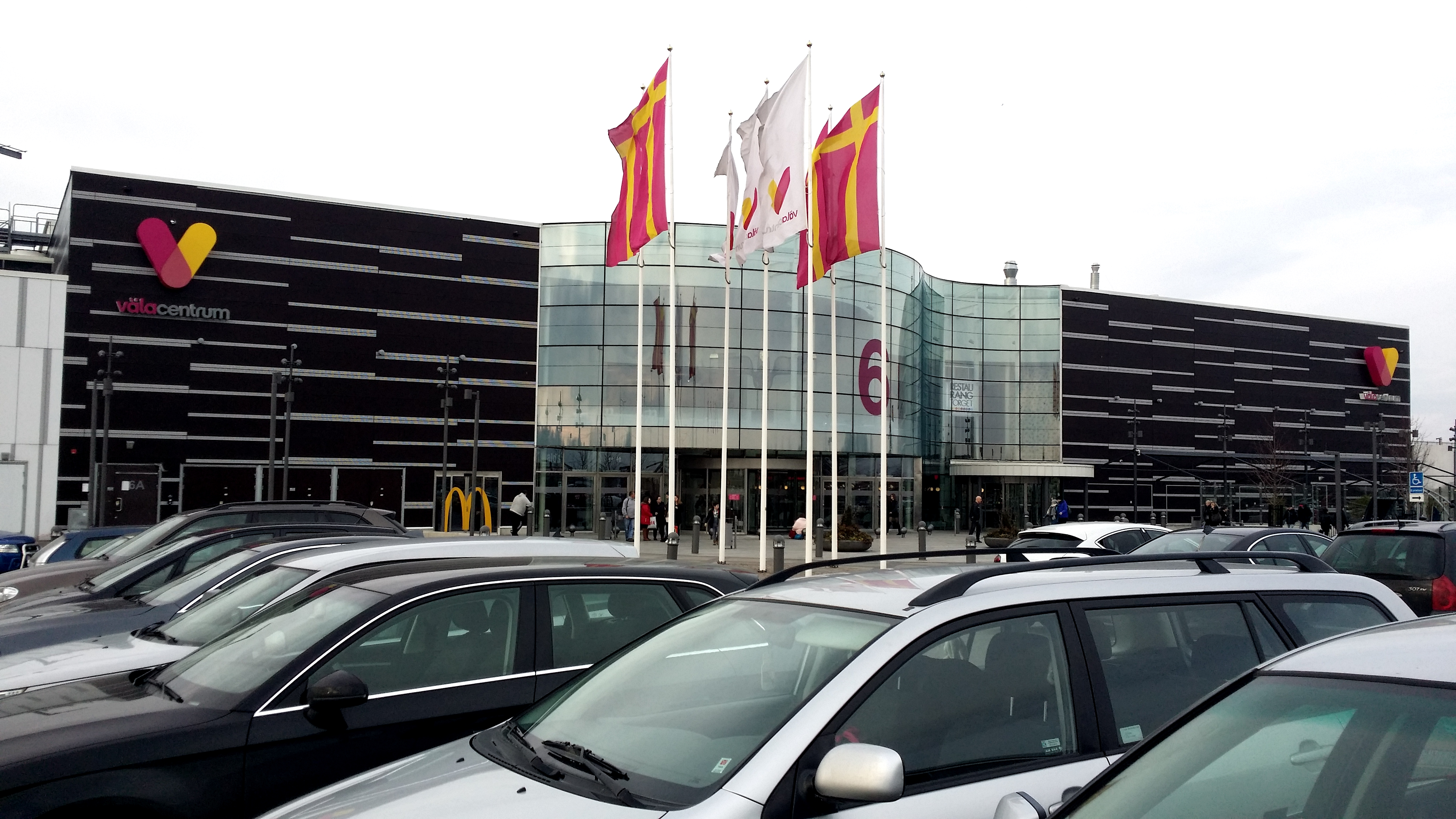
Einkaufszentrum Väla

Durch die Umwandlung der Straße Kullagatan zur Fußgängerzone 1961 erhielt Helsingborg die erste Fußgängerzone Schwedens. Heute liegt ein Großteil der Läden im Zentrum an dieser Straße, wovon viele Filialen der in ganz Schweden vertretenen Handelsketten sind. Die Einkaufsstraße setzt sich in Richtung Süden mit den Straßen Mariagatan und Bruksgatans fort. Hier und parallel zur Kullegatan in der Norra und Södra Storgatan, die keine Fußgängerzone sind, gibt es weitere, vermehrt nicht kettenangehörige Einzelhändler.
Am Mäster Palms plats im Stadtteil Söder liegt die Einkaufszentrum Söderpunkten mit einer Reihe von Läden großer Ketten und Imbisse. Etwas weiter südlich am Platz Gustav Adolfs torg findet an den meisten Tagen der Woche ein Markt statt.
Etwa sechs Kilometer außerhalb der Stadt liegt das Einkaufszentrum Väla (Väla centrum), eines der Größten in Schweden mit einer Fläche von 47.000 Quadratmetern und über einhundert Geschäften verschiedener Größe. Daneben gibt es in Stadtnähe je ein Kaufhaus der großen Ketten ICA (ICA Maxi) und Coop (Coop Forum).
Eine weitere Einkaufsalternative ist Helsingør auf der dänischen Seite des Öresund, das mit der Fähre in rund zwanzig Minuten vom Stadtzentrum aus zu erreichen ist. Die besondere Attraktivität Helsingørs, die viele Kunden aus Helsingborg und Umgebung anlockt, liegt in den geringeren Spirituosenpreisen in Dänemark.

#### Wirtschaftsgeschichte
Die Industriegeschichte Helsingborgs begann am Anfang des 18. Jahrhunderts, als die ersten kleinen Fabriken, in denen unter anderem Tabakwaren und Textilien hergestellt wurden, öffneten. Die erste größere Unternehmung war die Fayence och porcellainsfabrique bei Pålsjö im Norden der Stadt, gegründet 1766 von Michael Andreas Cöster und bereits 1774 nach wirtschaftlichen Problemen wieder geschlossen. 1799 gründete Graf Erik Ruuth eine Eisengießerei und eine Keramikfabrik am südlichen Stadtrand. Bekannt unter dem gemeinsamen Namen Ruuthska bruket waren lange Zeit die größten Arbeitgeber in Helsingborg.
In der zweiten Hälfte des 19. Jahrhunderts erlebt die Stadt einen starken wirtschaftlichen Aufschwung mit einem explosionsartigen Anstieg der Zahl der Unternehmensneugründungen, worauf ein ähnlich starkes Bevölkerungswachstum folgte. Diese Entwicklung war vor allem der Weitsicht und dem Unternehmergeist zweier Personen zu verdanken:

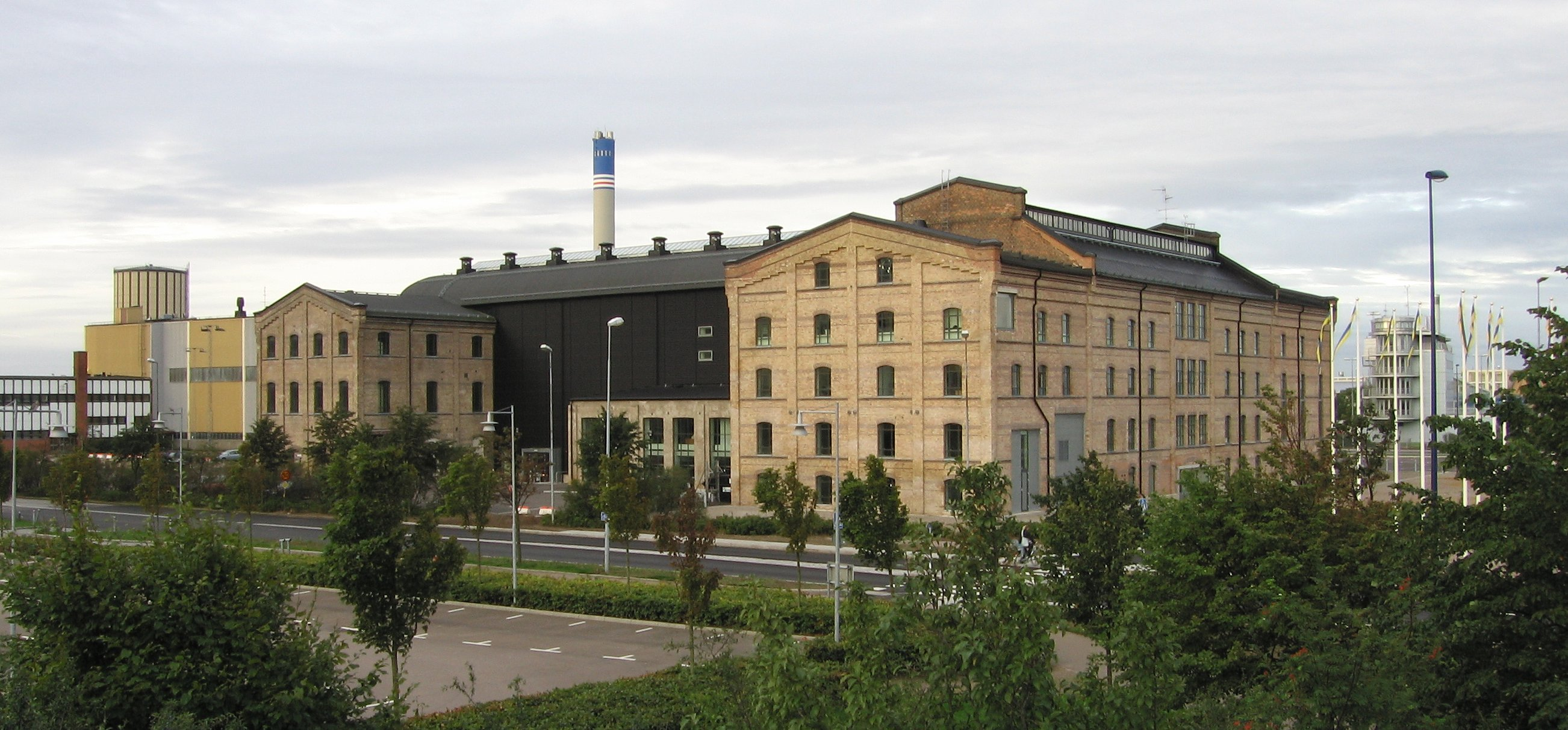
Sockerbruket, die ehemalige Zuckerfabrik, heute.

Einer von ihnen war der Handelsunternehmer Petter Olsson, der ein großes Vermögen mit dem Export von Getreide gemacht hatte. Als Mitglied des Stadtrats war Olsson eine treibende Kraft, wenn es um die Verbesserung der Verkehrsinfrastruktur der Stadt ging. Mit seinem Privatvermögen beteiligte er sich an der Finanzierung zahlreicher Projekte, wie 1880 am Ausbau des Südhafens (Södra hamnen) und zwölf Jahre später auch des Nordhafens (Norra hamnen). Er stand hinter dem Bau der Eisenbahnstrecken zwischen Helsingborg und Eslöv, Hässleholm, Landskrona und Värnamo, die stark zum wirtschaftlichen Wachstum der Stadt in dieser Zeit beitrugen. Weitere Aktivitäten Olssons, zwischenzeitlich zum Konsul ernannt, bestanden in der Gründung zahlreicher Industrieunternehmen, darunter die dampfkraftbetriebene Mühle Helsingborgs Ångqvarns AB 1884, die Zuckerfabrik Sockerbruket (in deren Gebäuden heute einige Einheiten des Möbelkonzerns Ikea ihren Sitz haben) 1890, Helsingborgs Gummifabriks AB gemeinsam mit Johan Dunker, dem Vater von Henry Dunker, und anderen 1891, und die Skånska Jutefabriks AB 1896.

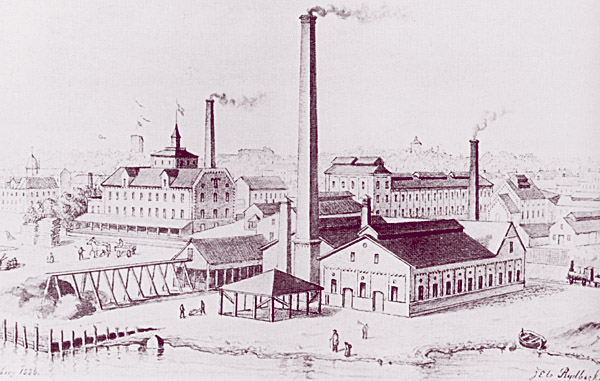
Nils Perssons Superfosfat- & Svavelsyrefabrik 1888

Die andere Person von großer Bedeutung war Nils Persson, mit dem zusammen Olsson die Zuckerfabrik gründete. Er wurde später zum Konsul ernannt. Er begann seine Unternehmerkarriere als Händler und Importeur von Kunstdünger. Er gründete die Superfosfat- & Svavelsyrefabriks AB 1874. Als Rohstoff importierte er Schwefelkies (hier wohl Pyrit) aus seinen eigenen Gruben im norwegischen Sulitjelma. Da das Gebirge in jener Region reich an Eisenerz war, nahm 1886 sein kupferverarbeitender Betrieb Helsingborgs Kopparverk die Produktion auf. Darüber hinaus hatten Helsingborgs Ångtegelbruk AB (1873), die bereits genannte Zuckerfabrik und Helsingborgs Cinder- och Kalbfabriks AB ihre Existenz Persson zu verdanken.
Nach beiden Konsuln wurden später Plätze in der Stadt benannt. Konsul Olssons plats liegt im nördlichen Stadtzentrum, Konsul Perssons plats im Stadtteil Söder gegenüber dem Südhafen.
Viele der Industriebetriebe, die im 19. Jahrhundert gegründet wurden, haben bis heute überlebt, jedoch unter anderem Namen. So wurde Ruuthska bruket 1869 in Helsingborgs Jern- och Lerkärlsfabriks AB umbenannt, und als die Eisengießerei 1885 nach Söder umzog, änderte sich damit ebenfalls ihr Name und sie hieß fortan Helsingborgs Mekaniska Verkstad. 1918 ging sie in die AB Elektromekano über, die später ein Teil des ASEA-Konzerns, der heutigen ABB, wurde. Aus Perssons Schwefelsäurefabrik wurde 1918 Reymersholms Gamla Industri AB, die 1963 vom Bergbauunternehmen Boliden AB aufgekauft wurde. 1977 entstand daraus die Boliden Kemi AB, die 1989 schließlich von dem finnischen Chemieunternehmen Kemira Oy gekauft wurde und heute den Namen Kemira Kemi AB trägt. Helsingborgs Gummifabriks AB heißt heute Tretorn Sweden AB.
Im 19. Jahrhundert wurden mehrere Reedereien in Helsingborg gegründet. Die ersten Reeder waren die Brüder Carl August, Otto und Bror Banck, die 1873 die C A Banck & Co schufen. Konsul Olsson betätigte sich im Reedereigeschäft und war zusammen mit dem Schiffsmakler Axel Pyk und Konsul N. C. Corfitzon Teilhaber der Rederie AB Helsingborg (1896). Anfang des 20. Jahrhunderts entstanden weitere Reedereibetriebe und beim Ausbruch des Zweiten Weltkrieges gab es in Helsingborg um die 50 Reedereien. Die größten unter ihnen waren Transmarin, Gorthons und Hillerströms. In den 1970er und 1980er Jahren gerieten viele Reeder in wirtschaftliche Schwierigkeiten, was dazu führte, dass heute kein einziges Unternehmen der Branche seinen Sitz in der Stadt hat.

### Verkehr
Helsingborg ist ein wichtiger Verkehrsknotenpunkt in der Öresundregion und verfügt über Anbindung an das schwedische und indirekt an das dänische Straßen- und Bahnnetz. Die Stadt ist außerdem auf dem See- und Luftweg zu erreichen.

#### See

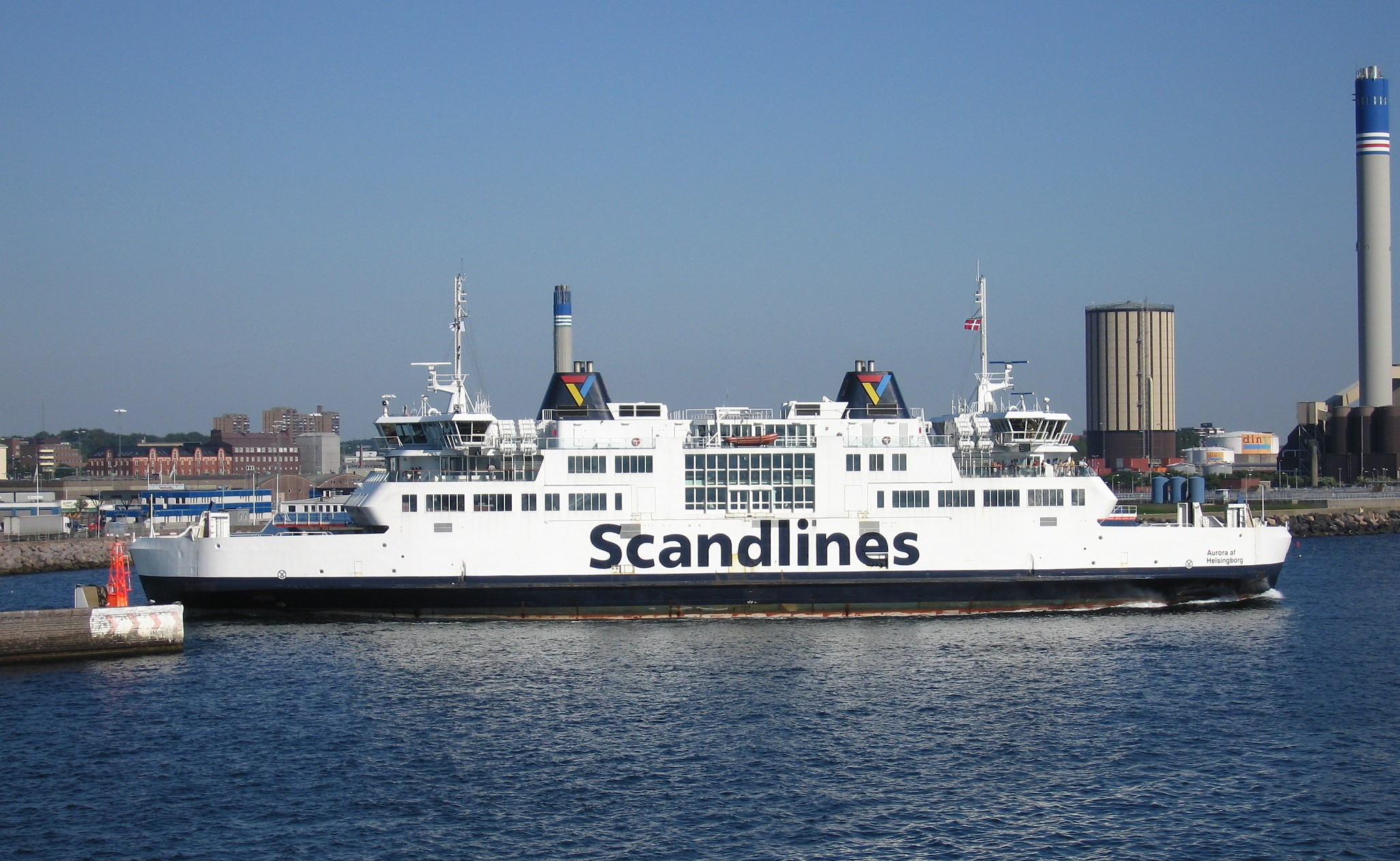
Die Scandlines-Fähre M/S Aurora af Helsingborg im Hafen von Helsingborg

Drei Reedereien betreiben Fährverbindungen nach Helsingør auf der dänischen Seite des Öresunds. Der größte Akteur auf der umgangssprachlich HH-leden genannten Strecke ist die dänisch-deutsche Scandlines mit den Fähren M/S Tycho Brahe, M/S Aurora af Helsingborg und M/S Hamlet. Sie verkehren tagsüber alle 20 Minuten, nachts etwas seltener, ab Knutpunkten, dem zentralen Knotenpunkt zwischen Zug-, Bus- und Fährverbindungen. Die Fähren M/S Mercandia IV und M/S Mercandia VIII der Reederei HH-Ferries verkehren halbstündlich (nachts stündlich) ab Nordhafen (Nordhamnen). 2018 wurden die Tycho Brahe und die Aurora af Helsingborg auf batterieelektrischen Betrieb umgerüstet. Geladen werden die Batterie nach jeder Überfahrt; dies dauert etwa 5 bis 9 Minuten.
Sowohl Scandlines als auch HH-Ferries befördern Personen, Kraftfahrzeuge, Busse und Lastkraftwagen, wogegen der dritte Mitwettbewerber, Sundsbussarna, auf seinen Personenfähren M/S Sundbuss Pernille und M/S Sundbuss Magdelone keine Fahrzeuge übersetzt. Sundsbussarna-Fähren verkehren ab dem alten Zollhaus am Hafenplatz halbstündlich, jedoch nur tagsüber.
Die Verbindung Helsingborg–Helsingør hat seit der Einweihung der Öresundverbindung im Jahr 2000 deutlich an Bedeutung verloren. Dennoch ist sie immer noch eine der am dichtesten befahrenen Fährrouten der Welt. Die Fahrtzeit auf dieser mit 4,9 Kilometern kürzesten Verbindung zwischen Schweden und Dänemark beträgt rund 20 Minuten.

#### Straße
Das Gebiet von Helsingborg war lange Zeit ein bedeutender Knotenpunkt im schwedischen Wegenetz. Dies beruhte unter anderem auf der Fähranbindung der Stadt an Dänemark. So trafen sich hier die seinerzeit wichtigen Reichsstraßen (riksväg) 1 und 2. Im Laufe der Jahre wurde das Straßennetz der Stadt mehrfach umgebaut und heute ist Helsingborg von verschiedenen Autobahnen umgeben. Im Osten verläuft die Europastraße 6/20 von Malmö nach Göteborg, von der nordöstlich der Stadt die Europastraße 4 in Richtung Stockholm abzweigt.

#### Schiene

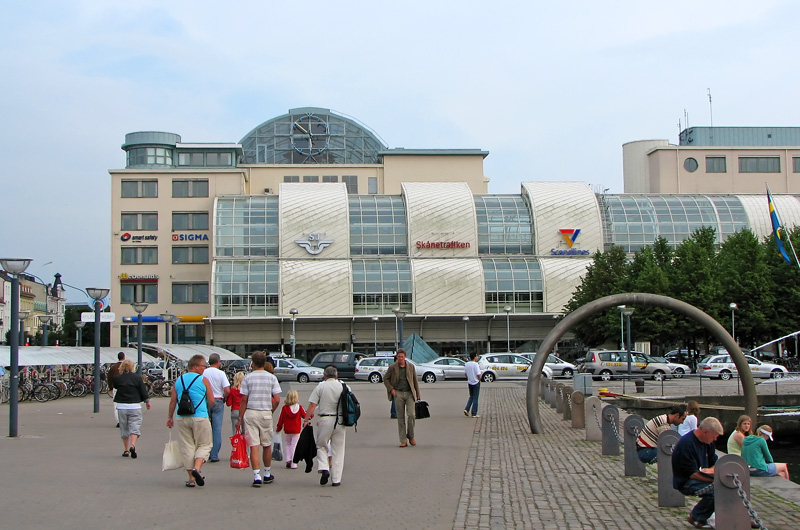
Knutpunkten, der zentrale Umsteigebahnhof für Zug-, Bus- und Seereisende

Helsingborg ist ein wichtiger Eisenbahnknotenpunkt. Die Stadt liegt an der Bahnlinie Malmö–Lund–Landskrona–Helsingborg–Ängelholm–Göteborg (Västkustbanan). Daneben beginnen hier die Strecken Helsingborg–Teckomatorp–Lund–Malmö sowie Helsingborg–Åstorp–Hässleholm–Kristianstad (Skånebanan).
Helsingborg ist in das schonische Pågatåg- und das schwedisch-dänische Öresundståg-Netz eingebunden. Daneben verkehren Züge der schwedischen Eisenbahngesellschaft Statens Järnvägar (SJ). Direktverbindungen bestehen unter anderem nach Göteborg, Lund, Malmö, Kristianstad, Kopenhagen und Helsingør.
Neben dem Hauptbahnhof Helsingborg C gibt es seit 1998 beziehungsweise 1999 die Haltepunkte Ramlösa im Süden und Maria im Norden der Stadt. Helsingborg C ist Bestandteil des zentralen Verkehrsknotenpunktes Knutpunkten, an dem Übergang zu Öresundfähren nach Helsingør und zum Stadt- und Regionalbusnetz besteht.
Vor dem Bau der Öresundbrücke verkehrten zwischen Helsingborg und Helsingør Eisenbahnfähren, die einen Teil der Bahnlinie Kopenhagen–Stockholm darstellten. Diese Verbindung war vor allem zur Zeit des Kalten Krieges von entscheidender Bedeutung für Schweden, da sie die einzige Strecke war, über die schwedische Personenzüge ohne Transit durch ein Ostblockland das übrige Westeuropa erreichen konnten. Seit der Verlegung des grenzüberschreitenden Zugverkehrs auf die Öresundverbindung und der damit verbundenen Stilllegung der Eisenbahnfähren hat Helsingborg seine tragende Rolle im Fernverkehr verloren und ist heute vor allem von regionaler Bedeutung.
Für die Zukunft ist die Verlegung der innerhalb der Stadt verlaufenden Bahnstrecke und der Bau eines Eisenbahntunnels unter dem Öresund hindurch nach Helsingør im Gespräch. Bereits 1973 einigten sich Schweden und Dänemark auf einen solchen Tunnel, der bis 1985 fertiggestellt werden sollte.

#### Luft
Vom Flughafen Ängelholm-Helsingborg gibt es Inlandsflüge nach Stockholm. Zum internationalen Flughafen Kopenhagen verkehren Direktzüge.

#### Innerstädtischer öffentlicher Personennahverkehr
Der innerstädtische öffentliche Personennahverkehr besteht aus 16 Buslinien, die teilweise im 5-Minuten-Takt verkehren. Zwei Servicelinien, die unter anderem das Krankenhaus ansteuern, und vier Linien, die morgens und abends im Berufsverkehr verkehren, erweitern das Angebot. Drei weitere Linien werden bei Spielen des Fußballvereins Helsingborgs IF im Stadion Olympia eingesetzt. Seit 2005 wird das Busnetz im Auftrag von Skånetrafiken durch das Busunternehmen Arriva betrieben.
Von 1903 bis zur Umstellung von Links- auf Rechtsverkehr in Schweden 1967 verfügte die Stadt über ein Straßenbahnnetz.

### Bildung

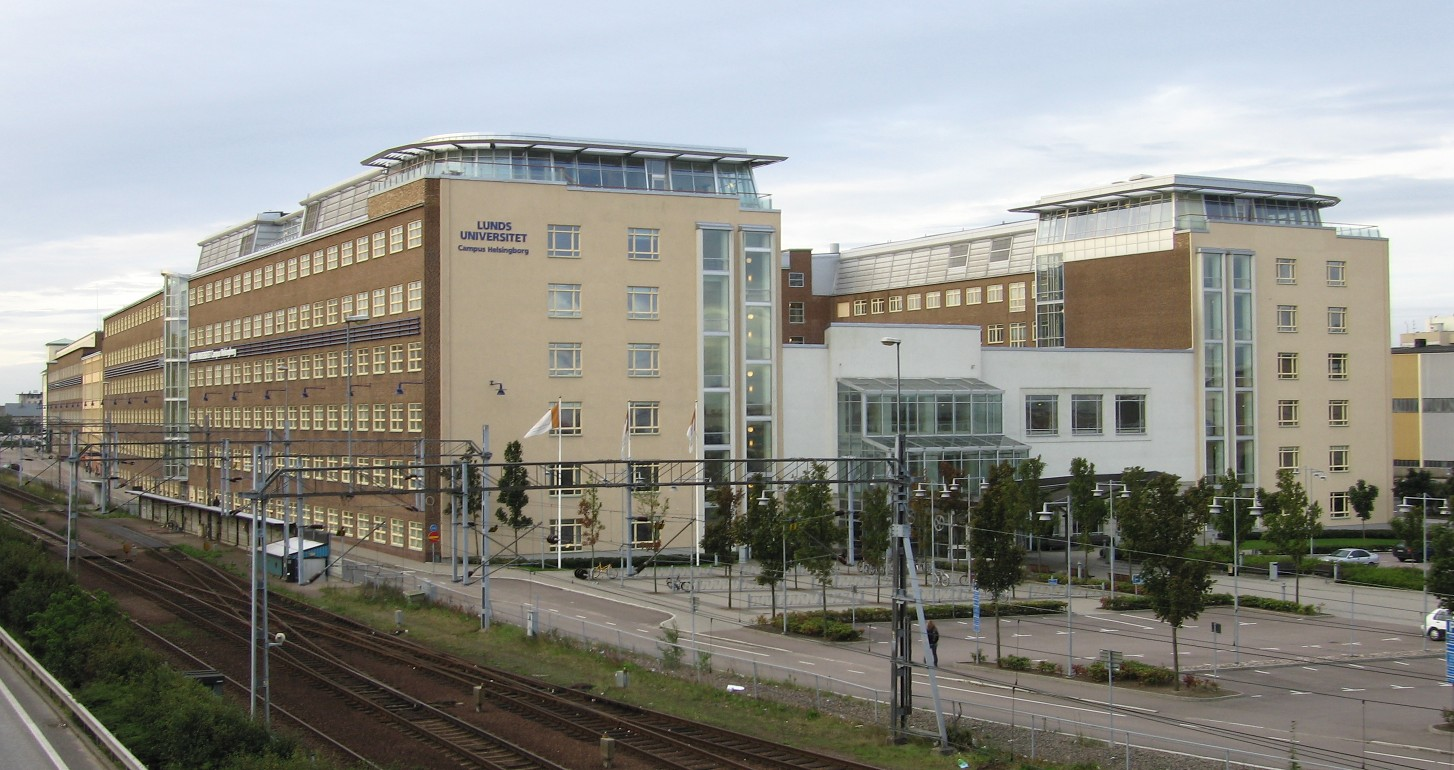
Der Sitz des „Campus Helsingborg“ der Universität Lund.

Helsingborg bietet ein komplettes Schulangebot, das Kindergärten (förskolor), Grundschulen (grundskolor) und Gymnasien (gymnasieskolor) umfasst. Daneben gibt es Sonderschulen (särskolor, träningsskolor) auf Grundschul- und Gymnasialniveau für unter anderem autistische und verhaltensgestörte Kinder, sowie in andere Schulen integrierte Sonderschulklassen (särskoleklasser).
Im ehemaligen Produktionsgebäude des Gummiprodukteherstellers Tretorn am Südhafen ist seit 2000 der „Campus Helsingborg“ der Universität Lund untergebracht. Hier studieren rund 3000 Studenten in den Richtungen Bauingenieurwesen, Informatik, Lebensmitteltechnik, Dienstleistungsmanagement, Kommunikationswissenschaft, Umweltmanagement, Meeresbiologie und Sozialarbeit.

### Öffentliche Einrichtungen

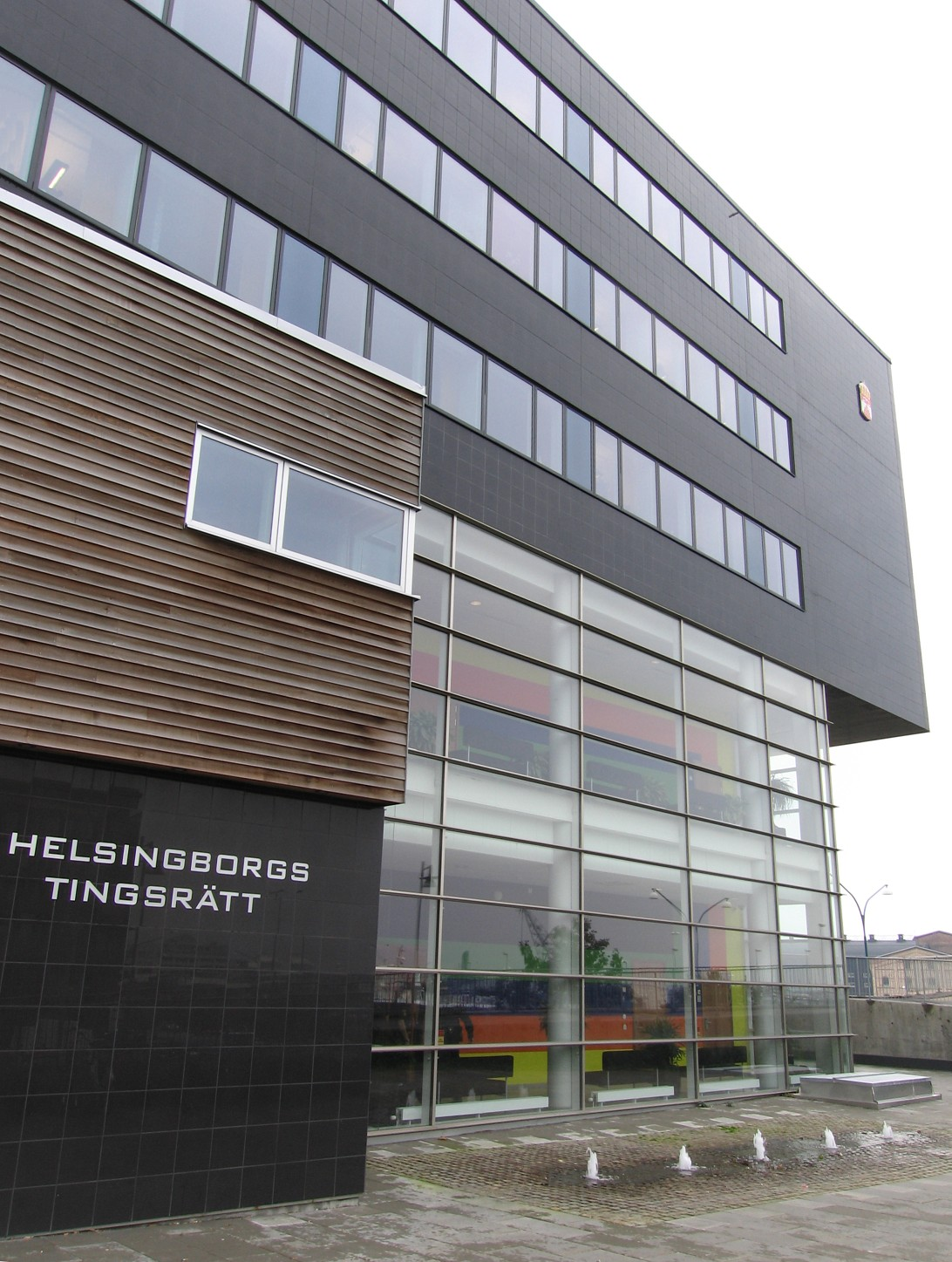
Amtsgericht (tingsrätt) Helsingborg.

Als Hauptort der Gemeinde haben in Helsingborg Gemeinderat und Gemeindeverwaltung ihren Sitz. Des Weiteren sind in der Stadt die Judikative mit dem Amtsgericht (tingsrätt) und das Finanzamt (Skatteverket) mit einer Außenstelle vertreten.

### Medien
In Helsingborg erscheint mit Helsingborgs Dagblad (HD) eine traditionelle Tageszeitung. Die 1867 als Helsingborgs Tidning gegründete Zeitung ist seit 2001 eine von drei Regionalausgaben des Verlages Helsingborgs Dagblad AB. Zusammen sind die unter den traditionellen Namen Helsingborgs Dagblad, Nordvästra Skånes Tidningar und Landskrona Posten laufenden Zeitungen mit einer Gesamtauflage von 87.000 Exemplaren und einer Reichweite von rund 200.000 Lesern nach eigenen Angaben die fünftgrößte Tageszeitung Schwedens.
Die Boulevardzeitung Aftonbladet erscheint in einer speziellen Helsingborger Ausgabe. Daneben werden die kostenlose Helsingborger Tageszeitung xtra! sowie Regionalausgaben der Gratiszeitungen metro und Punkt SE verteilt.

## Sonstiges
Nach der Stadt Helsingborg wurde ein Asteroid benannt.

## Persönlichkeiten

### Söhne und Töchter der Stadt
- Christoph III. (1416–1448), Unionskönig von Dänemark, Schweden und Norwegen
- Tycho Brahe (1546–1601), kaiserlicher Hofastronom; wurde auf Schloss Knutstorp, 20 km außerhalb von Helsingborg geboren
- Dietrich Buxtehude (1637–1707), Komponist; wahrscheinlich in Helsingborg geboren und aufgewachsen, bis 1658 Kantor an der Sankt-Marien-Kirche
- Svante Elis Strömgren (1870–1947), Astronom
- Paul Isberg (1882–1955), Regattasegler
- Anders Österling (1884–1981), schwedischer Dichter, 1941–64 Ständiger Sekretär der Schwedischen Akademie
- Carl Silfverstrand (1885–1975), Turner und Leichtathlet
- William Bruhn-Möller (1887–1964), Ruderer
- Conrad Brunkman (1887–1925), Ruderer
- Harriet Löwenhjelm (1887–1918), Zeichnerin, Grafikerin, Malerin und Dichterin
- Erik Widmark (1889–1945), Chemiker
- Ruben Rausing (1895–1983), Erfinder des Tetra-Paks
- Sigge Lindberg (1897–1977), Fußballspieler, Bronzemedaillen-Gewinner bei Olympia
- Nils Rosén (1902–1951), Fußballnationalspieler
- Gösta Ståhl (1902–1983), Fußballspieler
- Knut Kroon (1906–1975), Fußballspieler
- Greta Magnusson-Grossman (1906–1999), Möbeldesignerin und Architektin
- Frej Ossiannilsson (1908–1995), Zoologe und Professor an der Universität Uppsala
- Malte Johnson (1910–2003), Jazz- und Unterhaltungsmusiker
- Harry Arnold (1920–1971), Tenorsaxophonist, Klarinettist und Bandleader sowie Komponist
- Alf Petersson (1933–2024), Sprinter
- Jörgen Persson (* 1936), Kameramann
- Hans Wahlgren (1937–2024), Schauspieler und Synchronsprecher
- Lennart Åberg (1942–2021), Jazz-Saxophonist, -Flötist und -Komponist sowie Hochschullehrer
- Michael Treschow (* 1943), Manager
- Ninne Olsson (* 1945), Dramatikerin, Regisseurin und Theaterleiterin
- Hans Selander (1945–2023), Fußballspieler
- Sven Nordqvist (* 1946), Zeichner und Autor von Kinderbüchern
- Lars Vilks (1946–2021), Künstler und Professor an der Kunst- und Designhochschule Bergen
- Gunnar Nilsson (1948–1978), Formel-1-Fahrer
- Ulf Nilsson (1948–2021), Schriftsteller
- Thomas Sjöberg (* 1952), Fußballspieler
- Angelica Burevik (* 1958), Fußballspielerin
- Mats Magnusson (* 1963), Fußballspieler
- Christina Lindberg (* 1968), Pop- und Countrysängerin
- Johan Liiva (* 1970), Extreme-Metal-Sänger und -Musiker
- Henrik Larsson (* 1971), Fußballspieler
- Malin Byström (* 1973), Opern- und Konzertsängerin
- Marcus Lantz (* 1975), Fußballspieler
- Andreas Lilja (* 1975), Eishockeyspieler
- Joakim Persson (* 1975), Fußballspieler und -trainer
- Erik Edman (* 1978), Fußballspieler
- Filip Prpic (* 1982), Tennisspieler
- Jonas Berg (* 1984), Tennisspieler
- Alexander Farnerud (* 1984), Fußballspieler
- Carl Bergman (* 1987), Tennisspieler
- Eric Saade (* 1990), Sänger, Vertreter Schwedens beim Eurovision Song-Contest 2011
- Daniel Berta (* 1992), Tennisspieler
- Linus Persson (* 1993), Handballspieler
- Hampus Lindholm (* 1994), Eishockeyspieler
- Khaddi Sagnia (* 1994), Weit- und Dreispringerin
- Ghirmai Efrem (* 1996), eritreischer Schwimmer
- Louise Hansson (* 1996), Schwimmerin
- Daniel Windahl (* 1996), Tennisspieler
- Emma Lindqvist (* 1997), Handballspielerin
- Nikolaj Möller (* 2002), Fußballspieler
- Tim Prica (* 2002), Fußballspieler

ebenso:
- Covenant (gegründet 1986), Future-Pop-Band

### Mit der Stadt besonders verbundene Personen
- Henry Dunker, Unternehmer, Philanthrop und Kulturmäzen
- Petter Olsson, Unternehmer
- Anette Olzon, Sängerin
- Nils Persson, Unternehmer
- Stellan Skarsgård, Schauspieler, in Helsingborg aufgewachsen